# Mammalia
I mammiferi (Mammalia Linnaeus, 1758) sono una classe di vertebrati a diffusione cosmopolita caratterizzata dall'allattamento della prole.
La classe dei mammiferi conta 5 500 specie attualmente viventi, variabili in forma e dimensioni: dai pochi centimetri e due grammi di peso del mustiolo agli oltre 30 metri e 150 tonnellate della balenottera azzurra, il più grande mammifero finora apparso sulla Terra. I mammiferi colonizzano praticamente ogni ambiente, dalle calotte glaciali ai caldi deserti: alcuni gruppi (sirenii, pinnipedi, cetacei) sono riusciti a colonizzare anche l'ambiente acquatico, mentre altri hanno sviluppato delle ali membranacee e sono perciò in grado di volare (chirotteri).
Nonostante tali differenze di dimensioni e abitudini di vita, tutti i mammiferi sono accomunati dall'essere omeotermi ovvero endotermi, dal presentare viviparità (con l'eccezione dei monotremi, che sono ovipari) e dall'avere cure parentali che prevedono anche l'allattamento della prole: tutti fattori che sono stati determinanti per consentire a questa classe di espandere notevolmente il proprio areale nelle nicchie rimaste vuote dopo la scomparsa dei dinosauri.

## Origini ed evoluzione

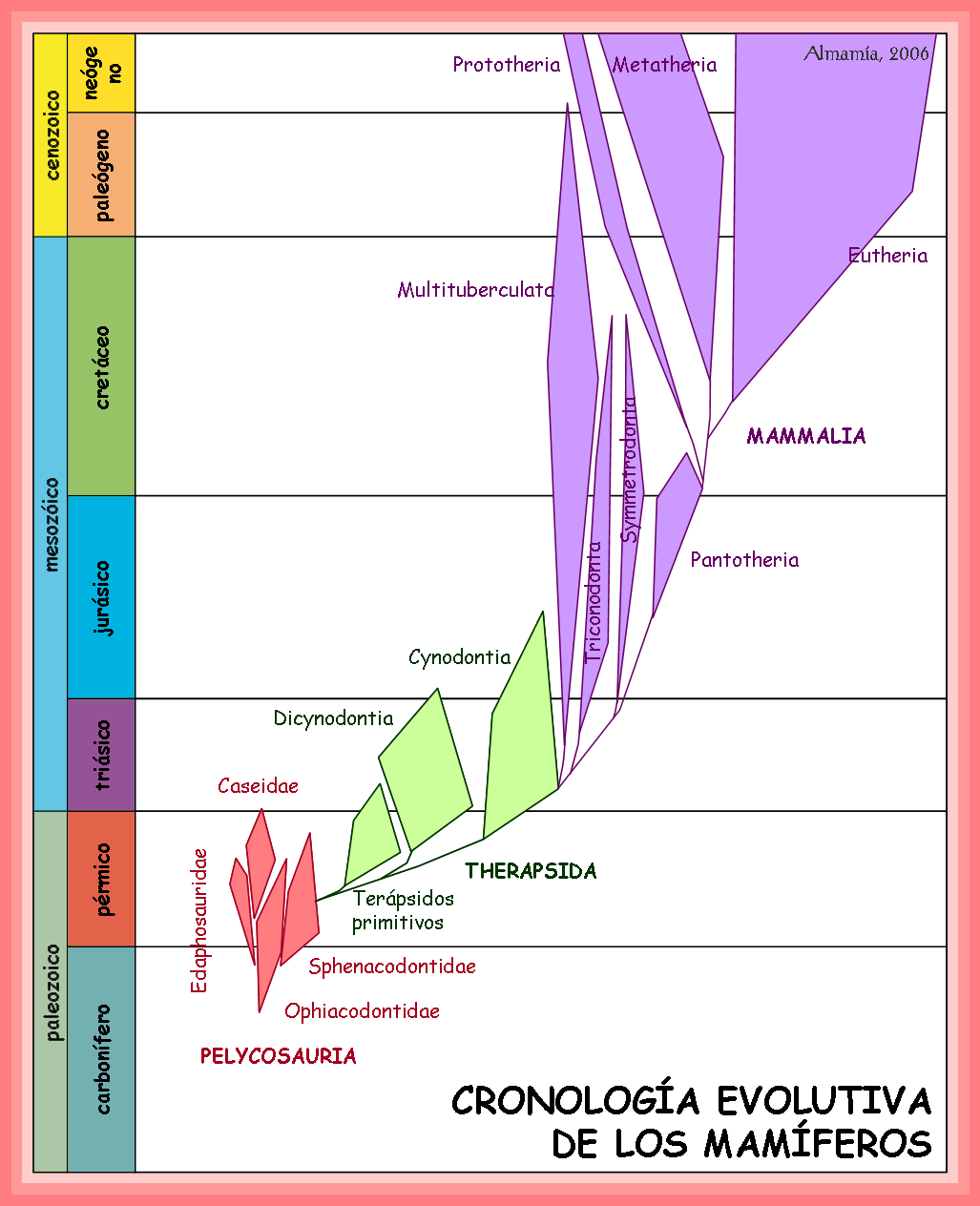
Cronologia evolutiva dei Mammiferi

I mammiferi sono un gruppo monofiletico, ossia tutte le specie attualmente viventi discendono da un antenato comune: anche i tre gruppi in cui vengono tradizionalmente suddivisi i mammiferi (vale a dire monotremi, marsupiali e placentati) sono monofiletici, con gli ultimi due classificati insieme dalla maggior parte degli studiosi per differenziarli dal primo.

### I Sinapsidi
I mammiferi si svilupparono a partire da un gruppo di Amnioti.
I primi amnioti apparvero intorno al tardo Carbonifero, da rettiliomorfi ancestrali. In pochi milioni di anni, da essi si distinsero due importanti linee evolutive: i Sauropsidi, dai quali discesero i Rettili e da essi gli Uccelli, e i Sinapsidi, considerati i progenitori dei Mammiferi. La tecnica dell'orologio molecolare ha consentito di datare la separazione tra i due raggruppamenti a circa 310 milioni di anni.
I Sinapsidi, vissuti durante il Permiano, sono animali caratterizzati dalla presenza di una singola finestra temporale su ciascun lato del capo, posta nei pressi dell'attaccatura dei muscoli della mascella, (a differenza dei diapsidi, che possiedono due finestre temporali per ogni lato del capo, e degli anapsidi, del tutto sprovvisti di finestre temporali). La finestra temporale, col tempo, si è rimpicciolita fino quasi a chiudersi: la sua esistenza è testimoniata attualmente dalla presenza nel cranio dei mammiferi dello zigomo.

Cranio di Archaeothyris florensis è il più antico sinapside finora conosciuto.

Proprio da alcuni sinapsidi primitivi (come Archaeothyris) si sviluppò un ramo, quello degli Sfenacodonti, che condusse fino ai probabili precursori dei mammiferi, i Terapsidi, più specificatamente gli Eucinodonti, vissuti circa 220 milioni di anni fa, nel Triassico.
Con l'evoluzione, la finestra temporale dei sinapsidi aumentò di dimensioni. Nei Cinodonti era già molto più estesa rispetto, ad esempio, ai Pelicosauri. La postura eretta fu adottata verso la metà del Permiano dai terapsidi, assieme al secondo palato (ad esempio i Terocefali avevano entrambe queste caratteristiche) e il pelo, che a differenza delle penne degli uccelli non si è evoluto a partire dalle squame rettiliane, ma che probabilmente ne è stato un annesso.
Gli organi uditivi iniziarono a evolversi 
nella forma attuale probabilmente all'inizio del Triassico, in seguito alla trasformazione della mascella in un osso unico (animali come sinapsidi e terapsidi avevano tre ossa nella mascella, così come i rettili attuali). Infatti, le due ossa residue della mascella iniziarono a rimpicciolirsi e, pur restando nella loro sede originaria, iniziarono a essere utilizzate per captare suoni (un esempio è il Probainognathus), per poi (sicuramente nell'Hadrocodium, probabilmente già in Morganucodon) unirsi all'unico osso dell'orecchio per formare gli attuali martello, incudine e staffa.

### I primi mammiferi

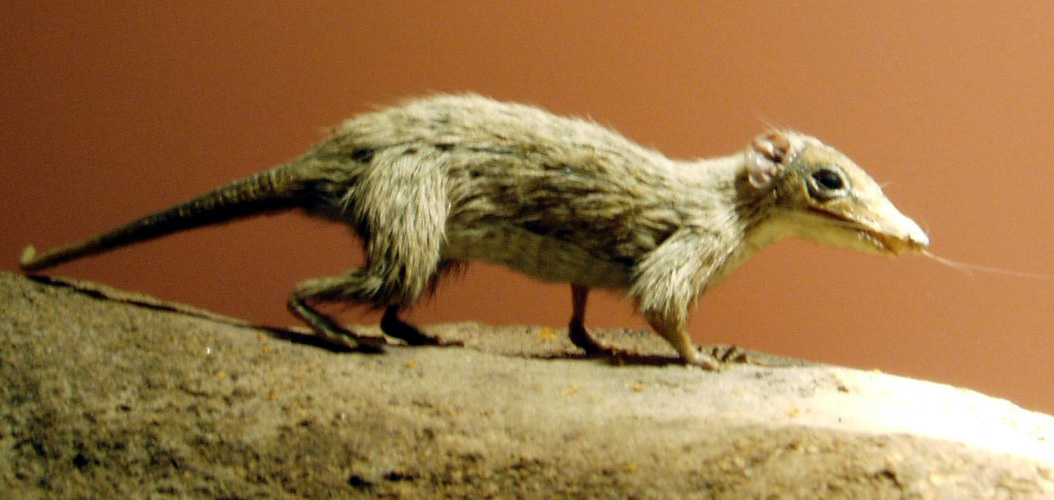
Ricostruzione museale di un Megazostrodon.

Il titolo di mammifero più antico è conteso da vari animali, in quanto la sua attribuzione varia a seconda della parte anatomica presa in considerazione: alcuni studiosi valutano la struttura del canale auricolare per definire la fine della transizione da rettile a mammifero, mentre altri ritengono più attendibile la costituzione e l'articolazione della mandibola o la struttura dei denti.
Fra le specie annoverabili fra i primi mammiferi, vengono generalmente incluse le seguenti:
- Megazostrodon e in generale i Morganucodonta di cui esso faceva parte, vissuti fra la fine del Triassico e il medio Giurassico, dalle abitudini quasi sicuramente notturne; in base ai resti fossili, si può dedurre che questi animali avessero sangue caldo, e che forse possedevano anche una pelliccia e le ghiandole mammarie. Anche i molari presentavano tre cuspidi, come gli attuali mammiferi. In ogni caso, l'articolazione mandibolare era doppia invece che singola, ma la principale differenza sta nel fatto che il Megazostrodon deponeva uova simili a quelle dei rettili, con guscio di consistenza simile a quella del cuoio.
- Adelobasileus cromptoni, anch'esso del tardo Triassico, vissuto in quello che è l'attuale Texas; la morfologia dell'orecchio interno fa chiaramente capire che questo animale rappresenta almeno uno stadio di transizione fra i Cynodontia e i mammiferi veri e propri.
- Sinoconodon, di cui vari resti fossili ben conservati sono stati ritrovati in Cina; vissuto nel Giurassico, esso mostra conformazione della mandibola assai simile a quella dei mammiferi attuali, anche se altre caratteristiche (come la crescita continua delle ossa craniche durante la vita dell'animale, e il rimpiazzo continuo dei denti caduti) avvicinano maggiormente questa specie ai rettili.
- Haldanodon e Docodon, facenti parte dei Docodonta, animali vissuti fra il medio Giurassico e l'inizio del Cretaceo, mentre rimane in dubbio la loro presenza in periodi più tardi (Reigitherium): essi erano dotati di molari allargati e dentizione simile a quella dei mammiferi, ma anche di articolazione mandibolare rettiliana.
- Hadrocodium wui, i cui resti sono stati ritrovati in Cina in giacimenti datati al tardo Giurassico, è un animale probabilmente imparentato alla lontana coi mammiferi, ma provvisto di caratteristiche chiave come una mandibola evoluta e un cervello di grosse dimensioni.

La maggior parte dei primi mammiferi (come Megazostrodon, ma anche altre specie come Morganucodon, Adelobasileus, Eozostrodon, Sinoconodon, Hadrocodium e Fruitafossor) avevano dimensioni e comportamento simili a quelli dei toporagni (Hadrocodium probabilmente non superava i 2 g di peso da vivo): significative eccezioni sono rappresentate da Steropodon, Kollikodon, Repenomamus e Castorocauda, che presentavano dimensioni superiori al mezzo metro di lunghezza.
Per le caratteristiche intermedie fra mammiferi e rettili, alcuni studiosi classificano tutte queste forme di transizione nel clado dei Mammaliaformes.
Nel corso del Mesozoico i mammiferi si svilupparono in una quantità di forme e adattamenti per ambienti diversi, ma mantennero comunque un piano corporeo basilare e di solito le loro dimensioni erano ridotte, di rado superando quelle di un attuale ratto. Già nel Giurassico esistevano molti gruppi primitivi, come i sopracitati docodonti, i simmetrodonti (Symmetrodonta), i triconodonti (Triconodonta) e i driolestidi (Dryolestidae), tutti riconoscibili in base al tipo di dentatura e alla forma dei denti; tutti i gruppi sopracitati si estinsero però nell'arco di alcuni milioni di anni.
Tra i gruppi attuali, i primi a differenziarsi dovettero essere con molta probabilità i monotremi, mammiferi eccezionalmente primitivi: i resti fossili più antichi riconducibili a questi animali, tuttavia, risalgono solo a circa 120 milioni di anni fa (Cretaceo superiore). Alla stessa epoca sembrano risalire anche i marsupiali e i placentati, il che vuol dire che i monotremi si sono staccati precocemente dalla linea evolutiva principale dei mammiferi, seguendo un proprio percorso indipendente, piuttosto che essersi evoluti in seguito negli attuali marsupiali e placentati come spesso si è portati a credere.
Un altro gruppo primitivo, quello dei multitubercolati, comprendeva animali simili a scoiattoli e topi: la loro comparsa è riconducibile perlomeno al Giurassico medio (circa 160 milioni di anni fa), mentre la loro sparizione avvenne durante l'Oligocene (30 milioni di anni fa); rappresentano quindi il più longevo gruppo di mammiferi. Alcuni studiosi sostengono che i multitubercolati (come l'intero superordine – o sottoclasse, a seconda della classificazione – degli Allotheria) non siano in realtà dei mammiferi veri e propri, ma un ramo collaterale di cinodonti che, per evoluzione convergente, ha sviluppato forme simili a essi.

### Dopo i dinosauri

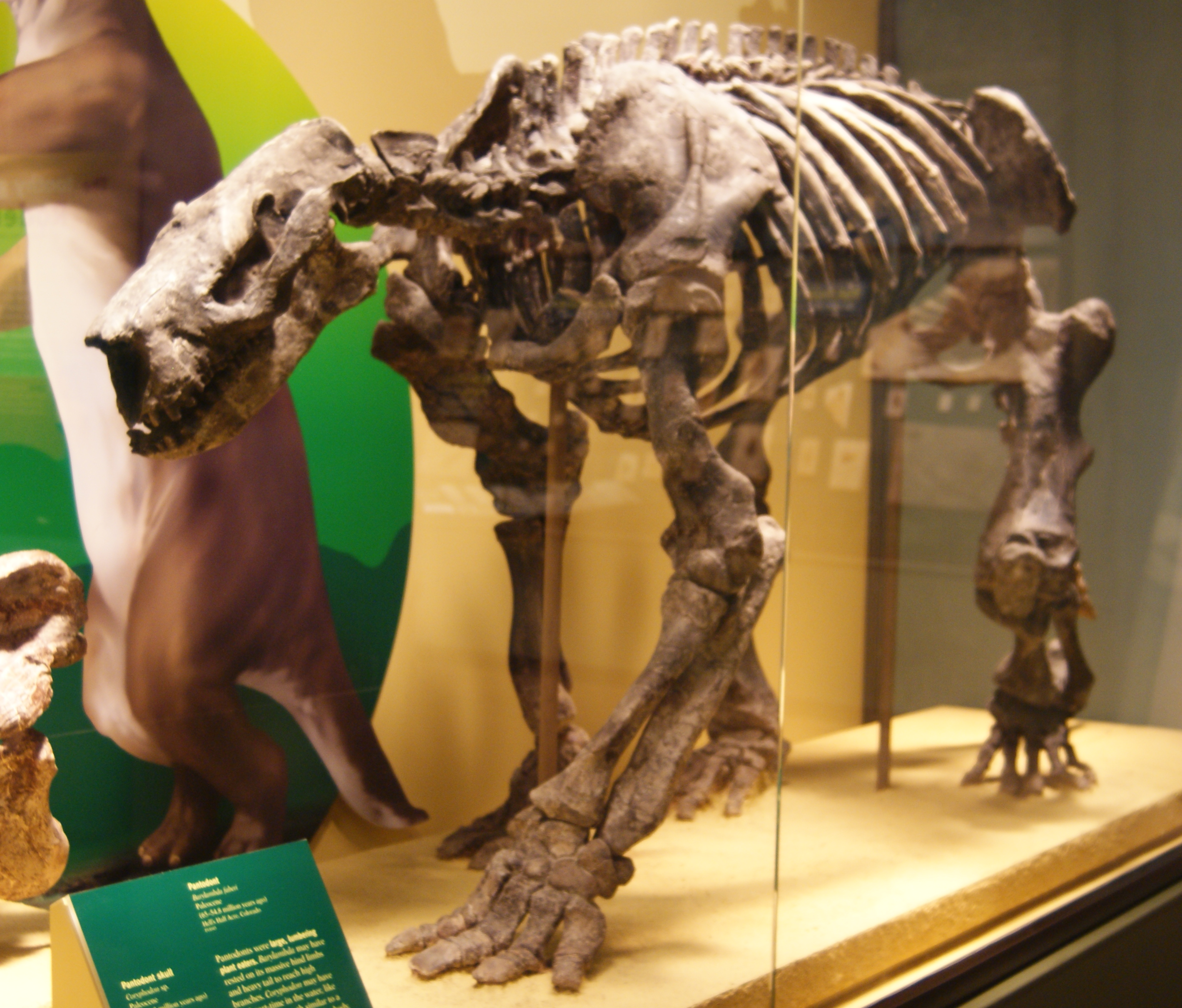
Scheletro di Barylambda, un pantodonte erbivoro

#### Paleocene
Dopo l'estinzione di massa del Cretaceo, avvenuta 65,7 milioni di anni fa, i mammiferi diedero luogo, per un fenomeno di radiazione adattativa, a una rapidissima diversificazione di forme e dimensioni, per andare a riempire le nicchie rimaste vuote: per tutto il Paleocene, tuttavia, i piccoli mammiferi continuarono a dominare la scena. È il caso, ad esempio, di Palaeoryctes (simile agli attuali soricomorfi) e Carpolestes (un primate primitivo). Le eccezioni, in ogni caso, non mancavano: i pantodonti, ad esempio, erano un gruppo che comprendeva anche forme lunghe due metri, come Barylambda. Si ritiene che le piccole dimensioni non siano state una forzatura imposta dalla presenza dei dinosauri (o che almeno questa non ne sia l'unica causa), quanto piuttosto una necessità dovuta alla mancanza di sistemi di termoregolazione e metabolismo ancora non del tutto evoluti e pertanto inefficienti.

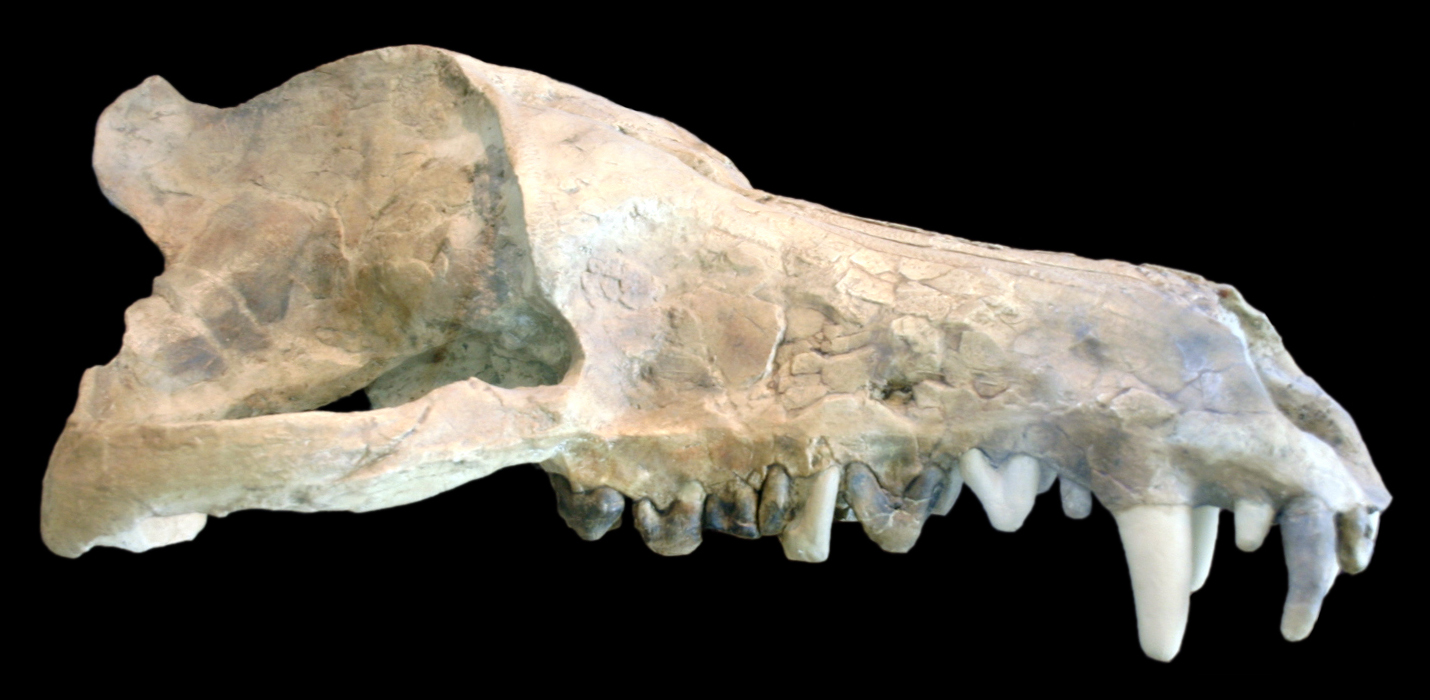
Cranio de l'acreode Andrewsarchus, il più grande mammifero carnivoro estinto.

#### Eocene
Nel corso dell'Eocene si sviluppò un gran numero di mammiferi primitivi, che non hanno però lasciato discendenti nella fauna attuale: tra questi gruppi, da citare i teniodonti e i tillodonti, che potevano raggiungere le dimensioni di un orso ma con musi che li facevano assomigliare a giganteschi roditori, i creodonti e gli acreodi (carnivori dall'enorme cranio), i dinocerati (simili a rinoceronti mostruosi, come Uintatherium) e i pantolesti, strani animali simili a lontre comprendenti anche forme velenose. Tutti questi "esperimenti", tuttavia, si estinsero presto, mentre iniziarono a svilupparsi i primi rappresentanti degli ordini che hanno resistito fino ai giorni nostri, tra cui i chirotteri (Icaronycteris) e i cetacei (Indohyus, Basilosaurus).
Intanto, in Sudamerica e Australia, gigantesche isole separate dal resto dei continenti, cominciarono a svilupparsi faune endemiche; in Australia i marsupiali e i monotremi, in Sudamerica i marsupiali e alcuni placentati primitivi, come xenartri e meridiungulati.

#### Oligocene
L'inizio dell'Oligocene vede il progressivo diradarsi delle foreste su tutto il pianeta, e la comparsa di forme di mammiferi gigantesche: a questo periodo risale il Paraceratherium, il più grande mammifero terrestre mai esistito, lontano parente degli attuali rinoceronti. Alcuni gruppi attuali iniziarono a prosperare, dando vita a forme bizzarre: è il caso degli artiodattili (come Archaeotherium simile a un gigantesco maiale corridore) e dei perissodattili (coi brontoteri, dal corno a Y, e gli ancilopodi, dotati di artigli e di un muso da cavallo), ma anche dei carnivori (con le famiglie dei nimravidi e degli anficionidi).

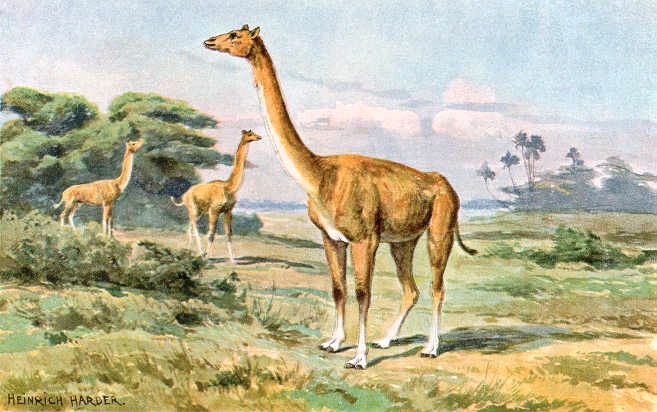
Aepycamelus, un cammello dal lungo collo

#### Miocene
Il culmine della diversificazione dei mammiferi si ebbe durante il Miocene, il periodo in cui le faune iniziarono a essere molto simili a quelle attuali; l'avvento delle praterie, inoltre, portò alla progressiva scomparsa di animali dall'habitat forestale ma favorì l'enorme sviluppo degli artiodattili e degli equidi. Nel corso di questo periodo ebbero un grande successo anche le scimmie antropomorfe (Proconsul), da alcune delle quali si svilupparono i primi ominidi. Alla fine del periodo, nei continenti settentrionali si estinsero gli ultimi ordini aberranti (Desmostylia), mentre in Sudamerica i mammiferi endemici continuarono a prosperare, dando vita a forme specializzate (Astrapotheria, Litopterna, Notoungulata). L'Australia, invece, fu teatro di una grande radiazione di marsupiali.

#### Pliocene
L'inizio del Pliocene (circa 5 milioni di anni fa) portò un considerevole abbassamento delle temperature e la conseguente estinzione di molte specie di mammiferi adattati al clima caldo, in un preludio alle successive glaciazioni. In Africa si svilupparono gli australopitechi, vicini all'origine dell'uomo.

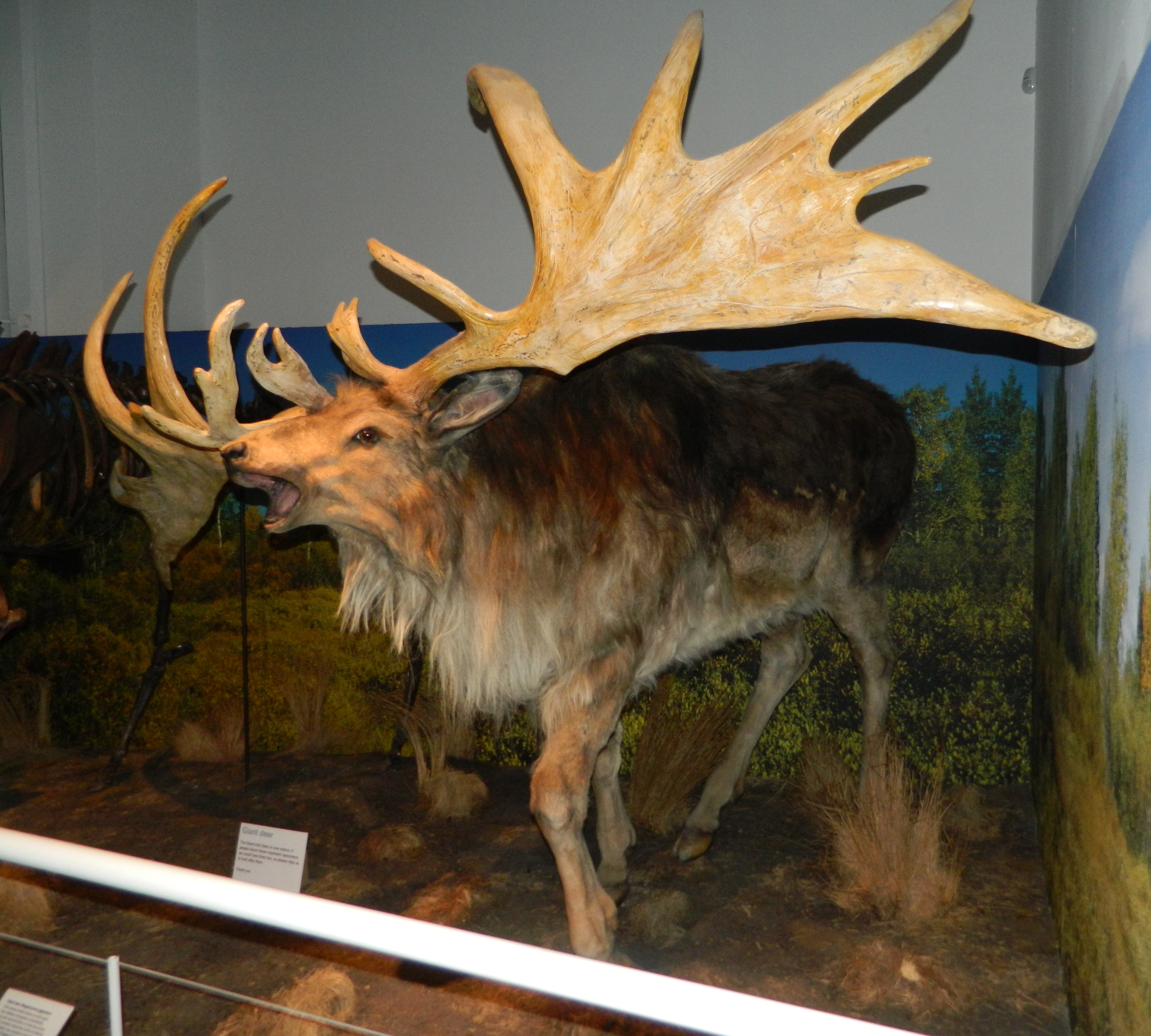
Un tipico rappresentante della megafauna, ricostruzione museale di cervo gigante Megaloceros

#### Pleistocene
Il Pleistocene vide la comparsa e il veloce sviluppo del genere umano, ma anche una drastica riduzione della megafauna sviluppatasi nel corso del periodo. Tra i più tipici esempi di questa fauna di mammiferi giganti, da ricordare i mammut, il rinoceronte lanoso, il cervo gigante Megaloceros, il leone delle caverne, l'orso delle caverne, il vombato gigante Diprotodon e il canguro gigante Procoptodon. Alla fine del Pleistocene (fra i 50 000 e i 10 000 anni fa, anche se in Australia il processo avvenne fra i 51 000 e i 38 000 anni fa e in Sud America fra gli 11 000 e gli 8 000 anni fa), si calcola che praticamente tutti i mammiferi di peso superiore alla tonnellata si estinsero, così come sparì l'80% delle specie di peso superiore al quintale: questa estinzione di massa toccò però solo superficialmente il continente africano e il Sud-est Asiatico.
Questo avvenne perché i cambiamenti climatici, che culminarono nelle ere glaciali, ebbero come conseguenza nell'immediato la formazione di habitat del tutto nuovi, che la maggior parte dei mammiferi non riuscì a colonizzare in tempo, andando incontro all'estinzione: altri mammiferi, più veloci a riprodursi e adattarsi ai cambiamenti, ampliarono invece enormemente la propria diffusione, complice la sparizione di molti accaniti concorrenti.
Un altro fattore che probabilmente portò numerose specie all'estinzione fu la presenza umana: l'estinzione di numerose specie, infatti, sembrerebbe coincidere con l'arrivo di esseri umani nella zona, i quali cacciando indiscriminatamente questi animali a ritmi superiori al tasso riproduttivo ne provocarono un rapido crollo. A favore dell'ipotesi che vede le estinzioni di massa collegate all'arrivo dell'uomo, vi sono gli esempi delle isole colonizzate solo in tempi recenti, come il Madagascar, nel quale l'arrivo dell'uomo è coinciso con l'estinzione di tutti i grandi lemuri. Questa ipotesi, tuttavia, può essere ritenuta valida nel caso di ambienti circoscritti e non eccessivamente estesi, come appunto l'isola malgascia, mentre risulta piuttosto arduo credere che la presenza di pochi uomini muniti di armi rudimentali abbia potuto da sola determinare un'estinzione di massa, tanto più che in Africa, culla dell'umanità (e pertanto, secondo l'ipotesi dell'estinzione per mano umana, la terra che più di altre avrebbe dovuto subire i danni apportati dall'uomo primitivo), tale estinzione non vi è addirittura stata.
Con tutta probabilità, l'uomo diede solo il colpo di grazia a specie già sull'orlo dell'estinzione a causa dei mutamenti climatici: l'estinzione di alcune specie alterò ulteriormente l'ecosistema, provocando effetti domino con esiti disastrosi.

## Tassonomia
La monofilia della classe Mammalia diviene meno scontata man mano che si cerca di risalire lungo la scala evolutiva, per individuare i primi rappresentanti di questi animali: gli unici resti che pervengono agli studiosi sono infatti principalmente frammenti della mandibola e denti, in base alla morfologia dei quali è stata impostata la sistematica dei mammiferi ancestrali. Ciò vuol dire che anche altri animali che hanno evoluto dentizione simile a quella dei mammiferi potrebbero essere stati classificati come tali, pertanto gli studiosi sono molto cauti sull'attribuzione di ogni singola specie a determinati taxa assimilabili ai mammiferi.
Generalmente, è dato per scontato che i mammiferi siano divisi in tre sottoclassi (Monotremi, Marsupiali e Placentati), oppure due sottoclassi (Prototeri, ossia i monotremi, e Teri, ossia marsupiali e placentati), per un totale di ordini che oscilla, a seconda della classificazione utilizzata, fra i 25 e i 30.

### Il tentativo di Simpson
Il primo tentativo di fare una classificazione completa dei mammiferi fu fatto da George Gaylord Simpson nel 1945 prendendo spunto dalle presupposte affinità fra le famiglie animali diffuse all'epoca. Su questa classificazione sono infuriate molte polemiche non ancora sopite, soprattutto dopo l'avvento della nuova concezione della cladistica.
Nonostante l'opera di Simpson sia uscita progressivamente di scena con l'avvento delle nuove teorie, ha ancora un grande valore per la classificazione dei mammiferi.

### Classificazione standard

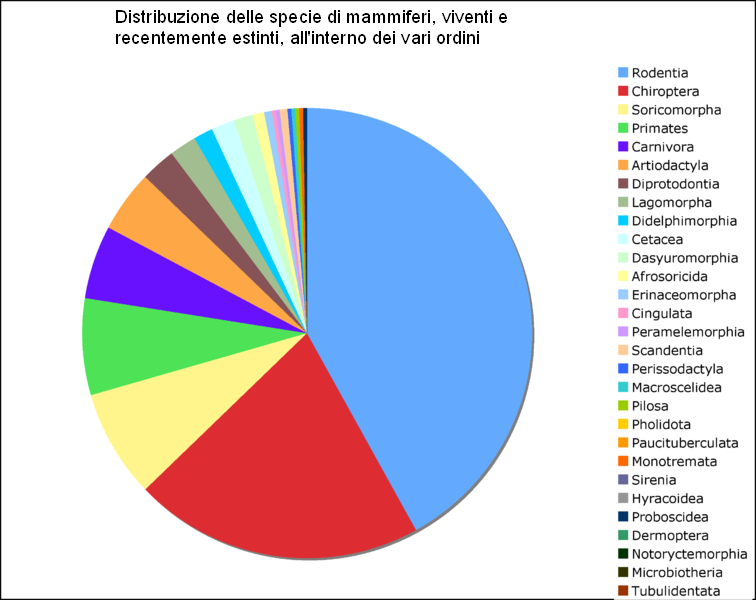
Composizione percentuale dei mammiferi: da notare la predominanza di roditori, chirotteri e toporagni sugli altri.

Nei libri di mammologia viene adottato un sistema standardizzato di classificazione dei mammiferi:
Classe Mammalia
- Sottoclasse Prototheria (mammiferi che depongono uova: monotremi)
- Sottoclasse Theria (mammiferi che partoriscono piccoli vivi)
  - Infraclasse Metatheria (marsupiali)
  - Infraclasse Eutheria (placentati)

Nonostante i nomi Prototheria, Metatheria ed Eutheria siano stati privati di validità (presuppongono il concetto che i placentati derivino dai marsupiali, che a loro volta discenderebbero dai monotremi), questa sistematizzazione è utilizzata dalla maggior parte dei testi scolastici e universitari, oltre che in paleontologia (specialmente nell'ambito degli animali del Mesozoico).

### McKenna & Bell
Nel 1997 due studiosi, Malcolm McKenna e Susan Bell, utilizzarono le sistematiche precedenti e le relazioni fra i vari gruppi di mammiferi (viventi ed estinti) per realizzare una nuova classificazione della classe, basata su una gerarchia fra i vari taxon.
La nuova classificazione (detta McKenna/Bell) fu accettata da larga parte dei paleontologi, poiché rifletteva fedelmente il percorso storico dei mammiferi. Tale classificazione comprende sia generi estinti che ancora viventi; inoltre vengono introdotti i nuovi ranghi di legione e sublegione, posizionati fra classe e ordine.
I gruppi estinti sono contrassegnati da una croce (†).
Classe Mammalia
- Sottoclasse Prototheria: monotremi: echidne e ornitorinco
- Sottoclasse Theriiformes: mammiferi che partoriscono piccoli, e loro parenti estinti
  - Infraclasse †Allotheria: multitubercolati
  - Infraclasse †Triconodonta: triconodonti
  - Infraclasse Holotheria: mammiferi moderni che partoriscono piccoli, e loro parenti estinti
    - Supercoorte Theria: mammiferi che partoriscono piccoli
      - Coorte Marsupialia: marsupiali
        - Magnordine Australidelphia: marsupiali australiani e Dromiciops
        - Magnordine Ameridelphia: marsupiali del Nuovo Mondo

      - Coorte Placentalia: placentali
        - Magnordine Xenarthra: armadilli, bradipi, formichieri
        - Magnordine Epitheria: epiteri
          - Grandordine Anagalida: lagomorfi, roditori e toporagni elefante
          - Grandordine Ferae: carnivori, pangolini, †creodonti, e parenti estinti
          - Grandordine Lipotyphla: insettivori
          - Grandordine Archonta: pipistrelli, primati, colughi e tupaie
          - Grandordine Ungulata: ungulati
            - Ordine Tubulidentata incertae sedis: oritteropo
            - Ordine †Bibymalagasia incertae sedis
            - Mirordine Eparctocyona: †condilartri, cetacei e artiodattili (ungulati con dita pari)
            - Mirordine †Meridiungulata: ungulati sudamericani
            - Mirordine Altungulata: perissodattili (ungulati con dita dispari), elefanti, sirenii e iraci

### Classificazione molecolare dei Placentati
Recenti studi basati sull'analisi del DNA, specialmente tramite l'analisi dei retrotrasposoni, hanno rivelato nuove parentele inaspettate fra le varie famiglie animali. Tali parentele non hanno ancora trovato dimostrazione a livello fossile, quindi non ci sono ancora prove tangibili che corroborino queste nuove ipotesi.
Secondo i risultati delle analisi, il primo gruppo a divergere dai placentati del Cretaceo fu quello degli Afrotheria, 110-100 milioni di anni fa. Gli Afrotheria continuarono a evolversi nell'isolamento del continente Afro-arabico; nel frattempo (100-95 milioni di anni fa) gli Xenarthra sudamericani si staccarono dai Boreoeutheria.
Secondo un'osservazione recente, gli Afrotheria e gli Xenarthra sono strettamente collegati fra loro, tanto da formare un gruppo (Atlantogenata) parallelo a Boreoeutheria. Questi ultimi si divisero in Laurasiatheria ed Euarchontoglires 95-85 milioni di anni fa; entrambi questi gruppi vivevano nel supercontinente della Laurasia.
Dopo la collisione dell'Africa-Arabia con l'Eurasia, vi fu un rimescolamento di Afrotheria e Boreoeutheria: con la comparsa dell'Istmo di Panama, inoltre, facilitò il grande scambio americano.
Questa nuova classificazione manca di prove morfologiche e quindi non è accettata da alcuni scienziati, tuttavia l'analisi della presenza dei retrotrasponsoni suggerisce che l'ipotesi degli Epitheria (che propone gli Xenarthra come primo gruppo a differenziarsi) potrebbe essere vera.
Supergruppo Atlantogenata
- Gruppo I: Afrotheria
  - Afroinsectiphilia
    - Ordine Macroscelidea
    - Ordine Afrosoricida
    - Ordine Tubulidentata

  - Paenungulata
    - Ordine Hyracoidea
    - Ordine Proboscidea
    - Ordine Sirenia
- Gruppo II: Xenarthra
  - Ordine Xenarthra

Supergruppo Boreoeutheria
- Gruppo III: Euarchontoglires (o Supraprimates)
  - Superordine Euarchonta
    - Ordine Scandentia
    - Ordine Dermoptera
    - Ordine Primates

  - Superordine Glires
    - Ordine Lagomorpha
    - Ordine Rodentia
- Gruppo IV: Laurasiatheria
  - Superordine Pholidota
    - Ordine Carnivora
    - Ordine Insectivora
    - Ordine Chiroptera
    - Ordine Cetartiodactyla
    - Ordine Perissodactyla

### Classificazione comune
Per le voci di Wikipedia è stata adottata la seguente classificazione:

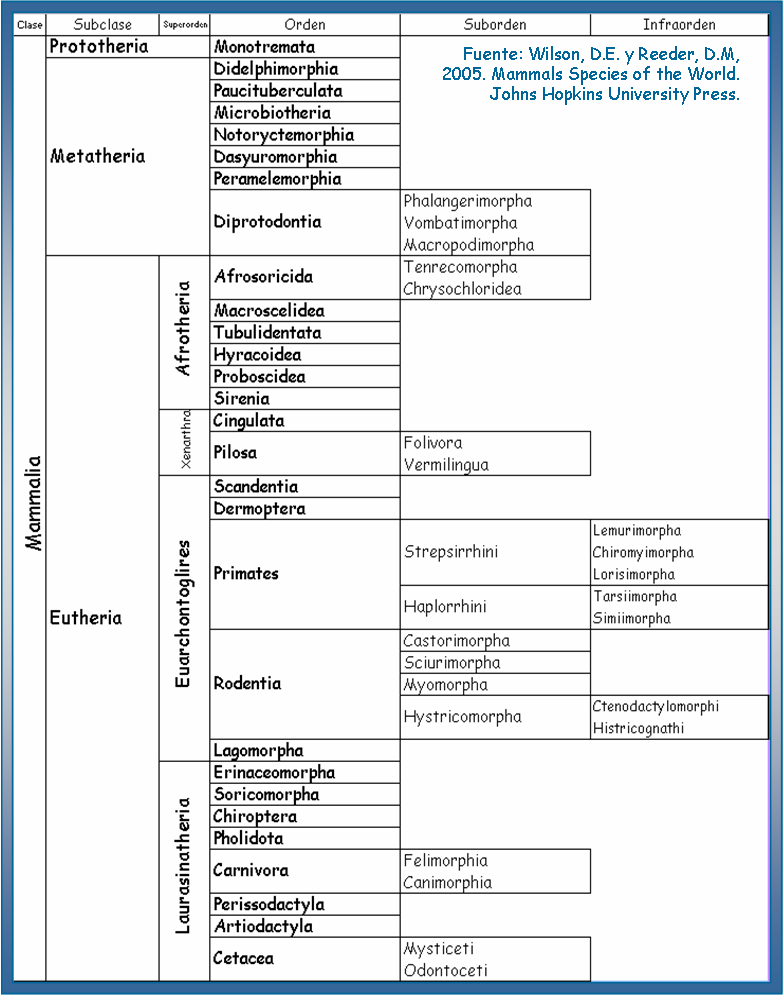

## Caratteristiche
I Mammiferi sono dotati di varie caratteristiche comuni che consentono di separarli dalle altre classi di vertebrati:

### Pelliccia

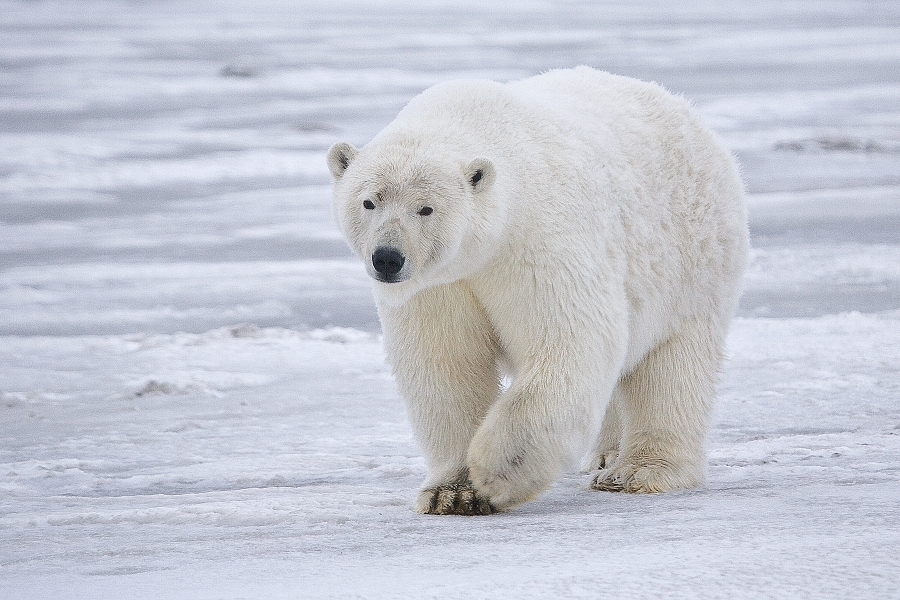
Gli orsi polari, come altri mammiferi che vivono nei paesi freddi, hanno una folta pelliccia bianca che ne favorisce la mimetizzazione tra il ghiaccio e la neve e al tempo stesso contrasta la dispersione del calore corporeo.

La presenza di pelo è una delle caratteristiche più importanti dei mammiferi: la maggioranza dei mammiferi, infatti, ha il corpo ricoperto per percentuali più o meno elevate di pelo, e anche coloro i quali ne sono apparentemente sprovvisti (come i cetacei) presentano allo stadio embrionale degli accenni di crescita di pelo, che regrediscono poi col procedere della gravidanza.
I peli dei mammiferi hanno composizione prevalentemente proteica: in particolare, essi sono costituiti per la quasi totalità da cheratina. Il pelo nei mammiferi ha numerose funzioni:
- prima di tutto serve a regolare la temperatura corporea, modificando la perdita di calore e proteggendo perciò l'animale dal freddo come dal caldo eccessivo;[5]
- molti mammiferi, inoltre, possiedono manti di colori mimetici, allo scopo di confondersi con l'ambiente circostante, sia per meglio avvicinarsi alle prede senza esser visti (come ad esempio la tigre), che per non esser scorti da eventuali predatori (come molti cervidi). Alcuni mammiferi (come la lepre variabile o la volpe artica), per meglio mimetizzarsi nei vari periodi dell'anno, mutano il pelo lasciando il posto a un manto di colore diverso, che meglio si adatta al colore del terreno in quella stagione;
- per altri mammiferi, la colorazione del pelo ha invece lo scopo di intimorire o avvisare eventuali aggressori della pericolosità dell'animale, come avviene ad esempio nelle moffette. Fra i mammiferi esistono praticamente tutte le sfumature di colore, ma non è mai esistito un mammifero dal pelo verde o blu: fanno eccezione i bradipi didattili (nei quali il verde della pelliccia è dato dalla presenza di un'alga simbionte) e alcune specie di antilopi e primati, nei quali il colore blu si rivela in realtà una sfumatura di grigio;
- in molte specie di mammiferi, la lunghezza o la colorazione del pelo è diversa nei due sessi (dimorfismo sessuale), allo scopo di attrarre i rappresentanti dell'altro sesso: è il caso, ad esempio, dei maschi del leone o dell'uomo
- i peli, opportunamente collegati a muscoli erettili, rappresentano dei forti messaggeri visivi: ad esempio, un gatto dai peli rizzati segnala chiaramente nervosismo e aggressività, mentre un'antilocapra che rizza i peli bianchi del posteriore invita esplicitamente i propri simili alla fuga;
- in molti mammiferi, i peli (sotto forma di vibrisse), collegati a meccanorecettori e fibre nervose, fungono anche da organi tattili;
- in qualche specie (come nel riccio o nell'istrice) i peli sono modificati a formare delle spine, che proteggono efficacemente l'animale da potenziali predatori;
- i peli presenti nel naso e nelle orecchie, così come le ciglia, proteggono invece gli organi di senso e quelli respiratori dall'intrusione di corpi estranei.

A fianco al pelo, i mammiferi hanno evoluto delle ghiandole sebacee, le quali sono preposte alla secrezione del sebo, una sostanza grassa che serve a lubrificare il pelame.

### Allattamento

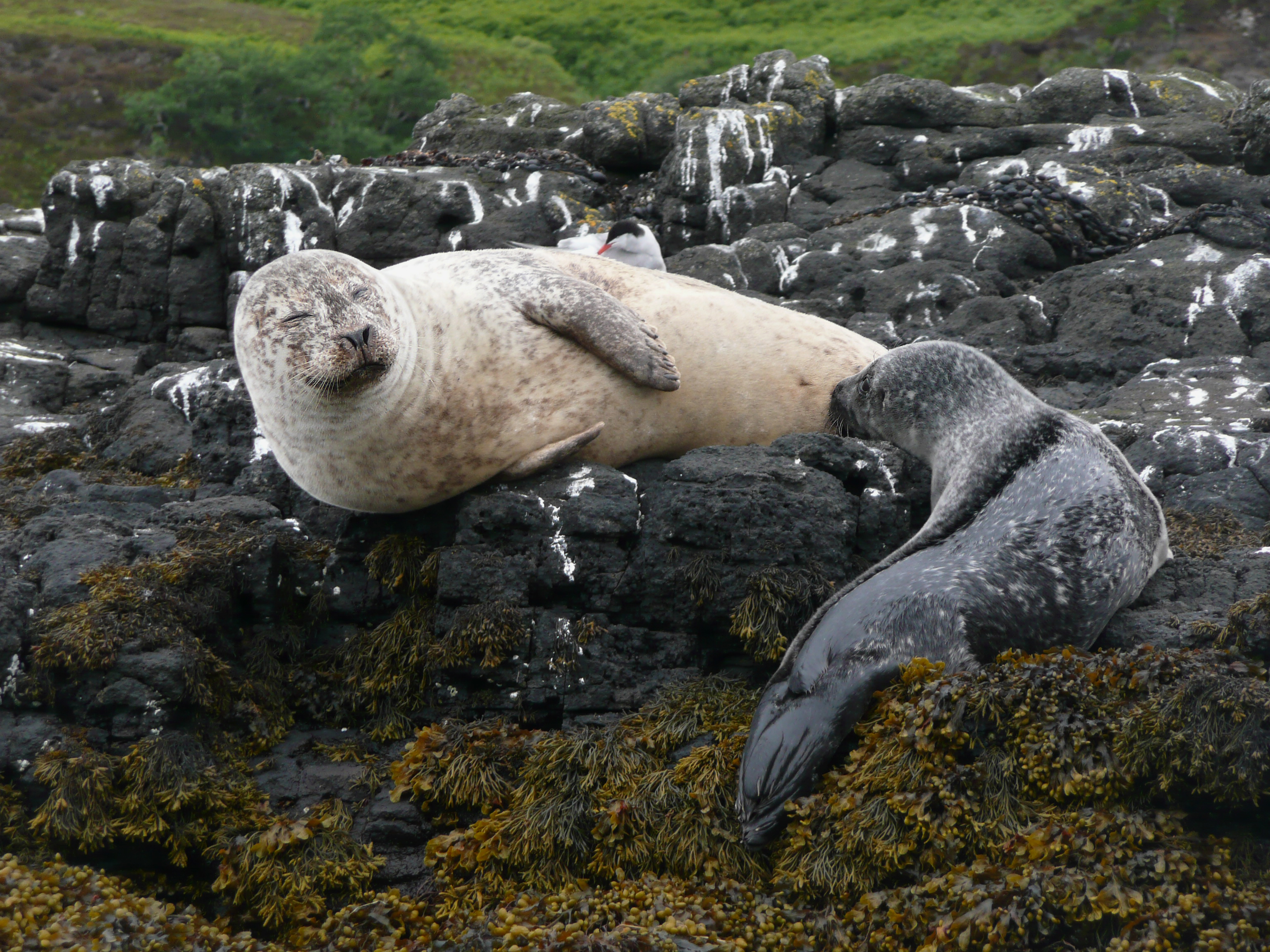
Una foca grigia mentre allatta un suo cucciolo.

I mammiferi sono gli unici animali ad allattare la propria prole almeno fino a quando questa non è in grado di nutrirsi di cibo solido in modo autonomo. Il latte è prodotto in apposite ghiandole dette ghiandole mammarie, organizzate negli euteri in mammelle, dalle quali prende il nome l'intera classe.
Le mammelle consistono in complessi ghiandolari con sbocco esterno (capezzolo) al quale il piccolo può aggrapparsi durante la suzione: fanno eccezione i monotremi, in cui le ghiandole mammarie sfociano all'esterno tramite un poro e perciò il latte è un essudato che viene leccato dai piccoli. Ciascuna specie ha un numero diverso di capezzoli, in funzione del numero medio di cuccioli partoriti per nidiata: nei primati e negli equidi, per esempio, vi sono solo due capezzoli, mentre i tenrec ne possiedono fino a due dozzine.
L'allattamento rappresenta un grande vantaggio, in quanto i piccoli possono ricevere una sostanza molto nutriente e senza grandi sforzi, che garantisce una crescita veloce e una maggiore probabilità di sopravvivenza: d'altro canto, la femmina spende grandi energie per allattare i cuccioli ed è perciò costretta a nutrirsi più del necessario per integrare le energie profuse in questo sforzo.
Le femmine generalmente allattano unicamente i propri cuccioli, scacciando anche violentemente altri piccoli in cerca di cibo: fanno eccezione poche specie in cui si possono osservare delle balie, come i leoni e l'uomo.

### Dentizione (o dentatura)

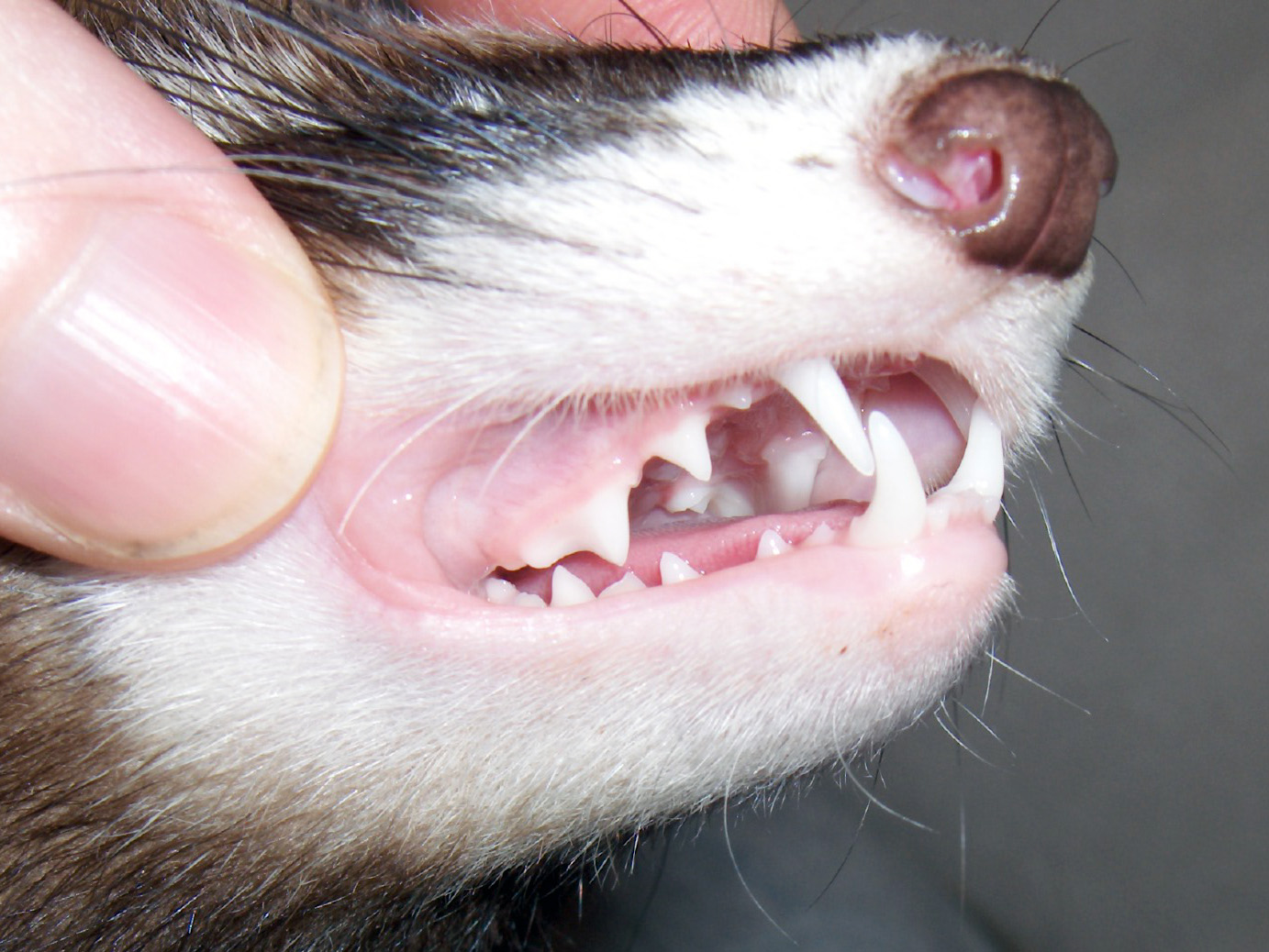
Dentizione di un mammifero carnivoro: sono visibili i canini sporgenti.

A differenza dei loro progenitori rettili che avevano una dentatura laterale semplice, i mammiferi sono solitamente provvisti di dentatura eteromorfa, con presenza di quattro tipi di denti:
- incisivi, atti a strappare;
- canini, atti a infilzare;
- premolari, con caratteristiche intermedie fra canini e molari;
- molari, atti a schiacciare e macinare.

Ciascuno di questi quattro tipi di dente è presente in numero variabile a seconda delle abitudini alimentari della specie.
Presso la maggioranza delle specie di mammiferi, si ha un unico cambiamento della dentizione (difiodontia), quando la dentatura decidua (i cosiddetti "denti da latte") viene sostituita dalla dentatura permanente. Alcuni gruppi di mammiferi possiedono denti privi di radici e a crescita costante: è il caso delle zanne di elefanti, suidi, trichechi e narvali, o degli incisivi dei roditori.
I monotremi, invece, non possiedono affatto denti nella fase adulta, mentre i cuccioli possiedono il cosiddetto "dente di diamante", che analogamente agli uccelli consente loro di bucare il guscio dell'uovo in cui si trovano. I mammiferi marsupiali presentano dentizione differente rispetto ai placentati: i marsupiali primitivi avevano una formula dentaria pari a 5/4-1/1-3/3-4/4, pari cioè a cinquanta denti, mentre le forme attuali hanno un numero di denti variabile, ma compreso fra i 40 e i 50, ossia in numero maggiore rispetto alla maggior parte dei placentati.
I primi placentati avevano formula dentaria pari a 3/3-1/1-4/4-3/3, per un totale di 44 denti: tale formula si ritrova attualmente solo in alcuni animali (come il cinghiale), mentre nella maggior parte degli altri mammiferi si è avuta una specializzazione alimentare che ha portato alla riduzione del numero dei denti, fino addirittura alla totale sparizione di questi ultimi (è il caso degli sdentati). Solo in pochi casi il numero dei denti è aumentato rispetto alla formula originaria: è il caso dell'armadillo gigante, provvisto di un centinaio di denti, o dei cetacei odontoceti, nei quali si è avuto un ritorno all'omomorfia (denti tutti uguali, come nei rettili) e si possono contare fino a 270 denti.

### Muso
La presenza di meccanismi complessi di interazione fra i vari individui hanno portato a una modifica importante della muscolatura facciale dei mammiferi: in tutte le specie, infatti, presentano, o hanno presentato durante il corso del proprio percorso evolutivo, delle labbra e delle guance, che vanno a formare una fascia muscolare che circonda l'apertura della bocca.
Le labbra, le guance e lo spazio che le separa dalla chiostra dentaria (il cosiddetto vestibulum oris) sono legate essenzialmente alla ricerca del cibo: già a partire dalla nascita, l'animale contraendo in maniera sincrona i muscoli labiali e guanciali provoca la diminuzione della pressione nel proprio vestibulum oris, la quale permette la suzione del latte materno.
In età adulta, la faccia diventa un essenziale mezzo di comunicazione fra i vari individui della stessa specie, e spesso, tramite messaggi universali, anche fra animali di specie diverse.

### Struttura auricolare

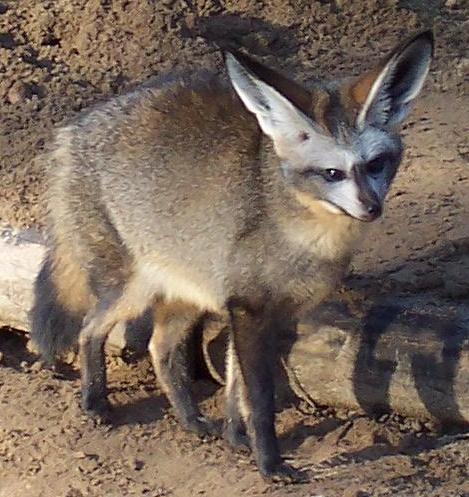
L'otocione è un mammifero con un orecchio esterno particolarmente esteso.

I mammiferi, oltre a essere gli unici animali dotati di un orecchio esterno con funzione di incanalare i suoni, sono anche gli unici animali a possedere la famosa "triade" martello/incudine/staffa, situati nell'orecchio medio e con funzione di ricevere le vibrazioni del timpano e inoltrarle alla finestra ovale dell'orecchio interno.
Tali ossa derivano da una modifica dell'arco branchiale a livello embrionale: la staffa proviene dall'osso iomandibolare, mentre l'incudine e il martello provengono dall'osso quadrato e dall'osso articolare in combinazione con la cartilagine di Meckel. Negli altri vertebrati, tali strutture vanno a formare l'articolazione mandibolare, che nei mammiferi è invece composta dagli ossi dentale e squamoso, mentre la mandibola va ad articolarsi direttamente al cranio.

### Circolazione sanguigna
I mammiferi, così come anche gli uccelli, hanno una circolazione sanguigna doppia completa: ciò significa che il cuore è suddiviso in quattro scomparti ben distinti (a eccezione del feto, dove ha una separazione incompleta con presenza di un forame ovale), due atri e due ventricoli, e che il sangue passa due volte al suo interno, una volta nella parte destra sotto forma di sangue venoso da pompare verso i polmoni per essere ossigenato, e una seconda volta nella parte sinistra sotto forma di sangue arterioso da pompare verso le zone periferiche del corpo. I globuli rossi dei mammiferi, tuttavia, a differenza di quelli degli altri vertebrati sono sprovvisti di nucleo e di organelli, pertanto vengono continuamente prodotti dagli organi ematopoietici.

### Locomozione

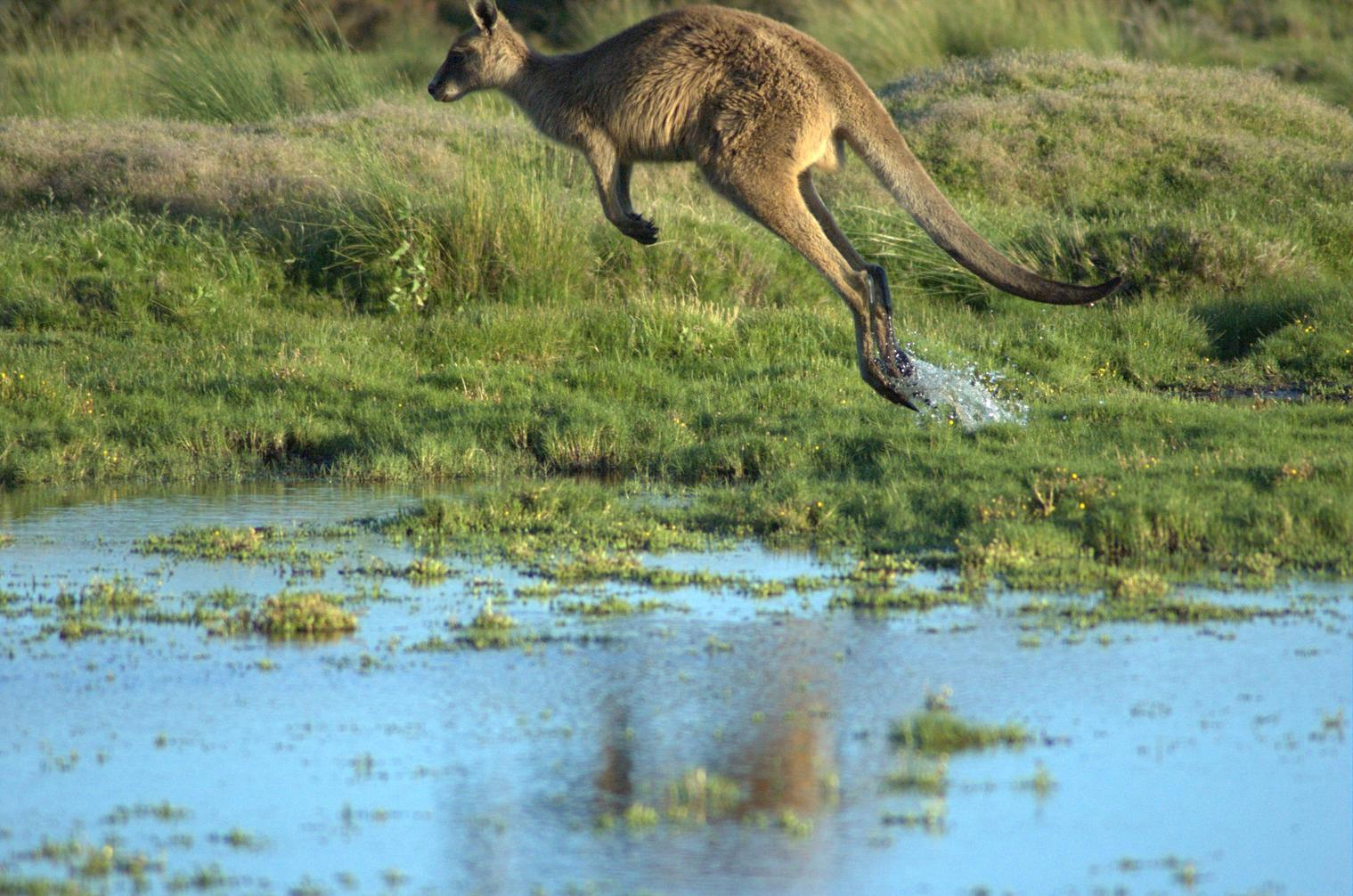
Gli arti posteriori particolarmente sviluppati del canguro gli permettono di compiere lunghi salti.

Gli arti dei mammiferi sono attaccati al di sotto del corpo, e non lateralmente rispetto a esso (come accade ad esempio nei rettili): pertanto, durante il movimento dell'animale gli arti si trovano disposti perpendicolarmente alla colonna vertebrale, che viene piegata verticalmente piuttosto che lateralmente. Questa caratteristica permette ai mammiferi movimenti veloci anche prolungati nel tempo, che consentono ai mammiferi azioni come la corsa (utile sia per cacciare le prede che per sfuggire ai predatori) o dei movimenti migratori.

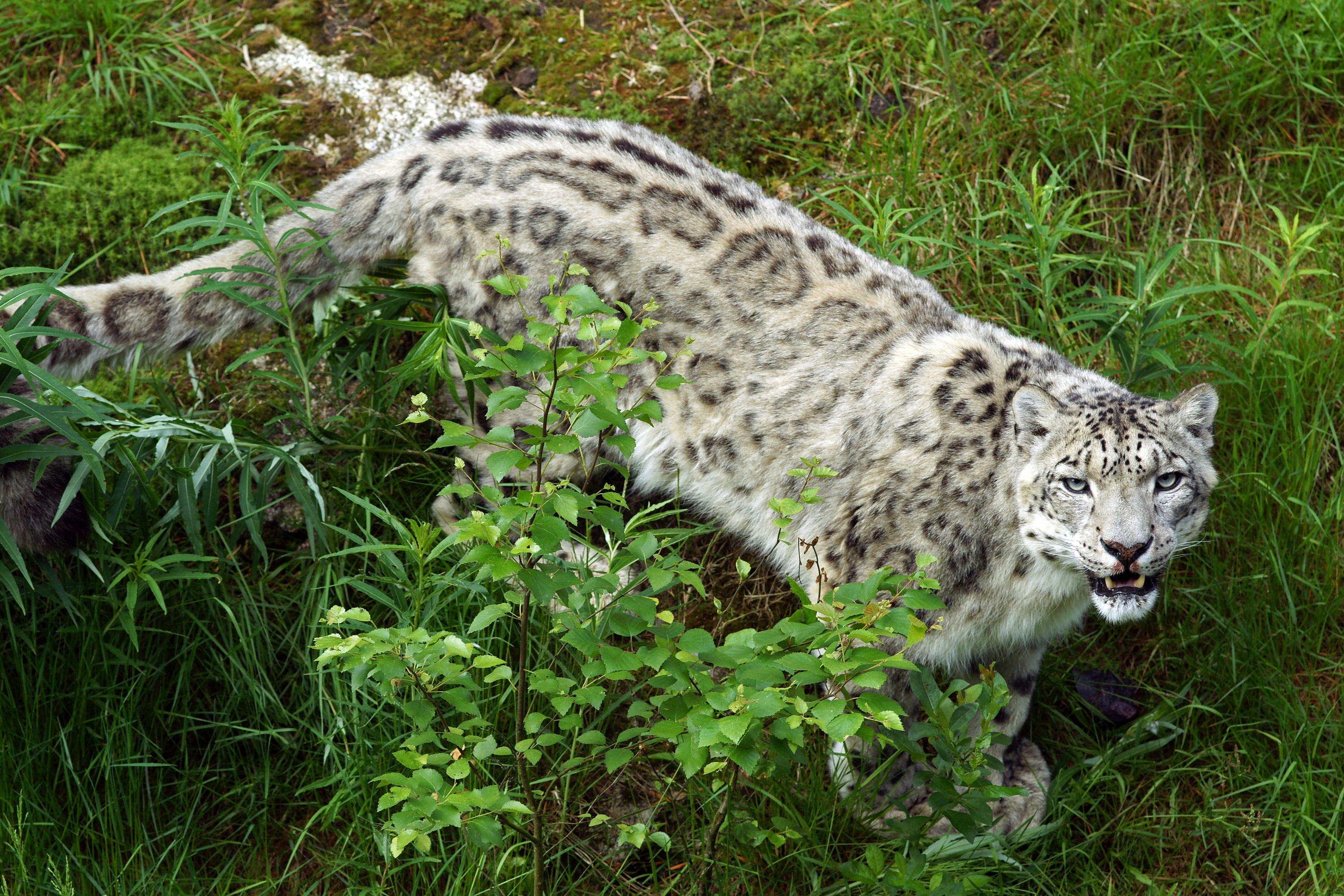
Quadrupede

I mammmiferi vivono in diversi habitat e hanno sviluppato varie andature. Quella dei quadrupedi è la più comune, ma vi sono anche i bipedi tipo il canguro e l'uomo.

### Respirazione
La cavità toracica, grazie alla diversa attaccatura degli arti, perde la sua funzione motoria, potendo così dedicarsi a pieno alla funzione respiratoria: nei mammiferi si ha la comparsa del diaframma, una lamina muscolare che divide il torace dall'addome e contribuisce alla respirazione, in quanto contraendosi crea uno scompenso pressorio che spinge i polmoni a espandersi (inspirazione). I mammiferi possiedono polmoni a struttura alveolare, la quale ben si adatta a cambiamenti continui di volume.

### Altre caratteristiche
- Tutti i mammiferi sono omeotermi, ovvero mantengono costante la propria temperatura corporea; caratteristica in comune con gli uccelli ma evolutasi in modo indipendente nei due gruppi;
- la maggior parte dei mammiferi possiede un palato secondario, che permette loro di respirare e contemporaneamente masticare il cibo: questo è possibile grazie all'epiglottide, che va a chiudere la laringe per evitare l'entrata di bolo alimentare nella trachea;
- il cervello dei mammiferi è formato da neocorteccia;
- i mammiferi possiedono ghiandole sudoripare finalizzate alla termoregolazione.

## Distribuzione
Grazie alle loro caratteristiche di omeotermia ed endotermia, i mammiferi sono riusciti a colonizzare praticamente in qualsiasi habitat presente al mondo: mentre i monotremi sono limitati ad alcune aree di Australia e Nuova Guinea e i marsupiali si trovano unicamente in Oceania e nel continente americano, attualmente i mammiferi placentati sono diffusi in tutti i continenti e a tutti i climi, così come anche negli oceani, nei cieli, nel sottosuolo e nella maggior parte delle isole oceaniche.
Spesso l'espansione dei mammiferi placentati è avvenuta al seguito dell'uomo, tramite introduzione deliberata in nuove terre oppure grazie a introduzioni casuali, com'è avvenuto per esempio nel caso dei ratti. Le uniche aree in cui non vi è una presenza stabile di mammiferi sono le aree più interne dell'Antartide, abitate solo in alcuni periodi da un basso numero di studiosi.

## Percezione sensoriale
I mammiferi possiedono tutti e cinque i sensi, ma raramente essi funzionano tutti in modo egregio: ad esempio, la talpa ha un udito finissimo (al punto di poter sentire i lombrichi quando spuntano dalle pareti della sua tana), mentre la sua vista è proverbialmente povera, non andando al di là della distinzione fra presenza e assenza di luce.

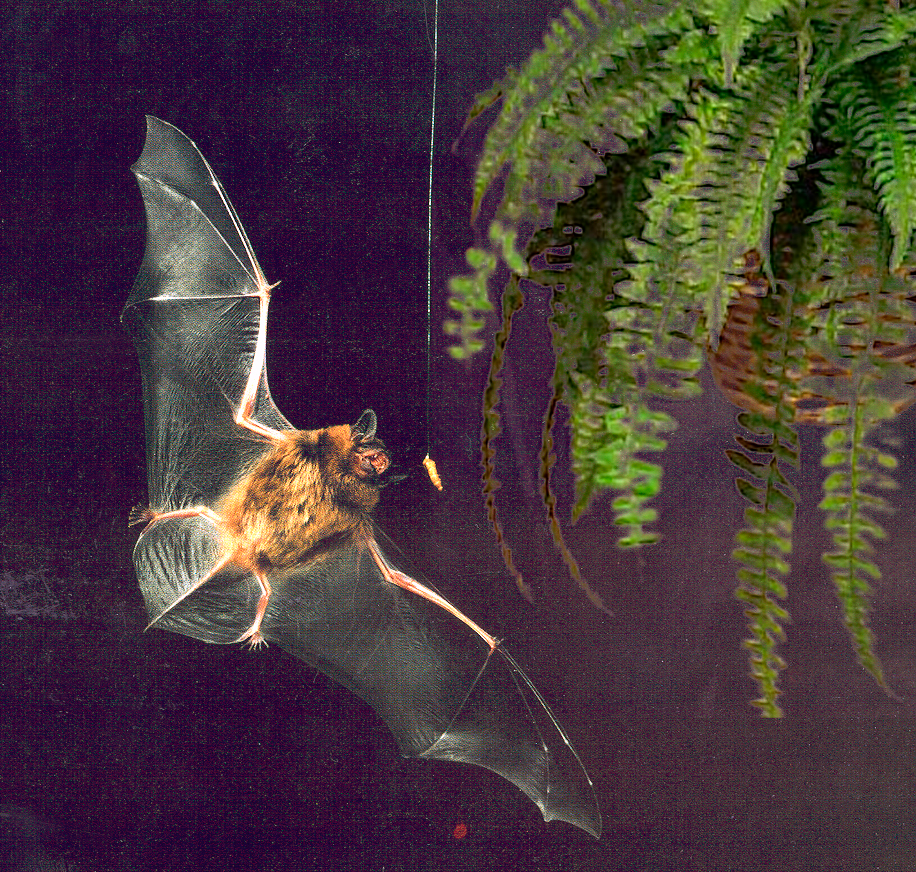
I pipistrelli riescono a cacciare le loro prede anche nell'oscurità, grazie alla loro capacità di emettere e avvertire suoni ad alta frequenza (ultrasuoni).

- La vista ha un ruolo secondario nella maggior parte dei mammiferi: in particolare, essa passa in secondo piano nelle specie dalle abitudini ipogee, dove gli occhi sono rimpiccioliti e in alcuni casi (come nelle talpe dorate) addirittura ricoperti di pelle. Generalmente, gli animali dalle abitudini notturne hanno occhi più grandi e spesso dotati di un tapetum lucidum, per ricevere quanta più luce possibile. I predatori hanno inoltre occhi puntati in avanti, per poter meglio calcolare le distanze, mentre gli animali erbivori tendono ad avere occhi posti lateralmente sul cranio, in modo tale da consentire un campo visivo quanto più ampio possibile.
- L'olfatto è ben sviluppato nella maggior parte dei mammiferi: oltre a localizzare eventuali prede in base al loro odore, infatti, molti animali utilizzano segnali olfattivi per mandare segnali territoriali (ad esempio urinando o rilasciando secreti ghiandolari nelle zone di confine per delimitare il territorio) o sessuali (ad esempio segnalando la propria ricettività con feromoni).
- L'udito è anch'esso un senso assai importante: molti mammiferi presentano padiglione auricolare mobile per captare suoni provenienti da ogni direzione. Una forma particolare di udito è rappresentata dall'ecolocazione, presente in un buon numero di specie di mammiferi ma particolarmente importante fra i chirotteri e gli odontoceti, che utilizzano onde sonore ad alta frequenza come un Sonar, captando le onde soniche riflesse (Eco) e orientandosi così anche in condizioni di oscurità totale.
- Il tatto è altrettanto utile per farsi un'idea dell'ambiente circostante: i meccanorecettori, sparsi un po' su tutto il corpo, sono particolarmente abbondanti in alcune zone, come i polpastrelli dei primati od il naso di molti mammiferi quadrupedi. Molti animali possiedono inoltre le già citate vibrisse, anch'esse considerate organi tattili, mentre unici dei monotremi sono dei recettori elettrici siti nel becco, che percepiscono i movimenti muscolari delle prede nelle acque torbide.

## Alimentazione
La necessità di mantenere la temperatura corporea stabile costringe i mammiferi a doversi nutrire regolarmente: a seconda delle dimensioni dell'organismo, il metabolismo può essere più o meno veloce consentendo all'animale di sopportare periodi più o meno lunghi di digiuno (ad esempio un toporagno muore dopo alcune ore di digiuno, mentre un uomo può sopravvivere anche alcune settimane senza cibo).
Tra i mammiferi vi è un'enorme varietà nella dieta: si trovano specie erbivore, carnivore e onnivore. La dieta di ciascuna specie può essere determinata in base alla lunghezza del tubo digerente e al numero e alla disposizione dei denti: mentre i carnivori hanno canini molto sviluppati e intestino piuttosto corto (per un veloce transito del cibo, ai fini di evitare l'insorgenza di intossicazioni dovute ai fenomeni putrefattivi della carne), gli animali erbivori possiedono una serie di adattamenti (intestino assai allungato, stomaco compartimentato come in ruminanti e canguri, cecotrofia (ossia assunzione dei propri escrementi per ridigerirli) come nei lagomorfi e in alcuni roditori) volti a estrarre la maggior quantità possibile di energia dal cibo.

## Comunicazione

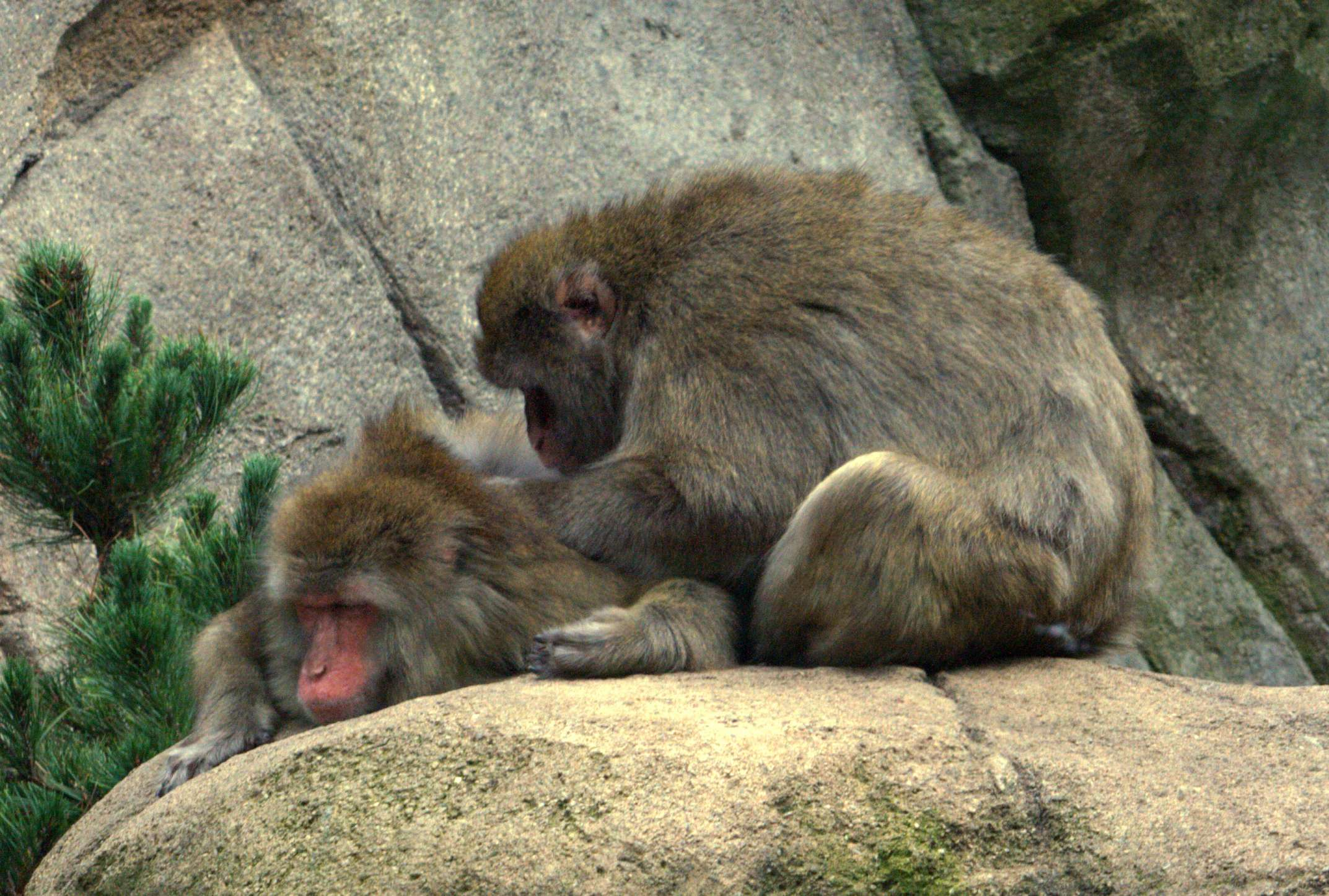
Grooming tra due macachi.

Tutti i mammiferi comunicano fra loro: la comunicazione può avvenire tramite segnali chimici, vocali (richiami), tattili (grooming) o visivi (posture e gesti).
Le specie più solitarie tendono ad avere un repertorio vocale e gestuale assai limitato: generalmente, è sempre presente un richiamo e una postura preposti a segnalare la disponibilità all'accoppiamento, così come un richiamo e una postura indicatori di minaccia nei confronti di intrusi.
Nelle specie più sociali sono presenti modelli di comportamento anche molto complessi, volti a stabilire e mantenere una gerarchia all'interno del gruppo e a segnalare ad altri animali sia degli eventi (presenza di cibo o di pericoli) che lo stato d'animo dell'animale che emette il suono (rabbia, paura, eccitazione, gioia).

## Stile di vita
Visto il grande numero di specie di mammiferi esistenti e considerando la grande variabilità di forme e dimensioni presenti all'interno della classe, si può comprendere l'estrema eterogeneità delle abitudini di vita dei mammiferi: alcune specie sono solitarie, altre vivono in gruppi che contano anche un migliaio di individui. Alcuni mammiferi sono estremamente territoriali, mentre altri tollerano senza problemi la presenza di altri individui nelle vicinanze. Molte specie hanno abitudini notturne, mentre altre preferiscono essere attive durante il giorno, altre ancora presentano catemeria, ossia tendenza ad alternare periodi di veglia e di sonno durante le ventiquattro ore.
Le varie specie di mammifero hanno aspettative di vita anche assai differenti: generalmente, l'aspettativa di vita è direttamente proporzionale alle dimensioni dell'animale in valori assoluti. Mentre i topi marsupiali maschi vivono al massimo un anno, i grandi mammiferi possono vivere fino a un secolo: l'età massima mai riscontrata in un mammifero spetta a una donna, Jeanne Calment, vissuta 122 anni, ma è assai probabile che i grandi cetacei misticeti possano vivere anche più a lungo (l'età stimata di una balena della Groenlandia è di 211 anni).

## Riproduzione

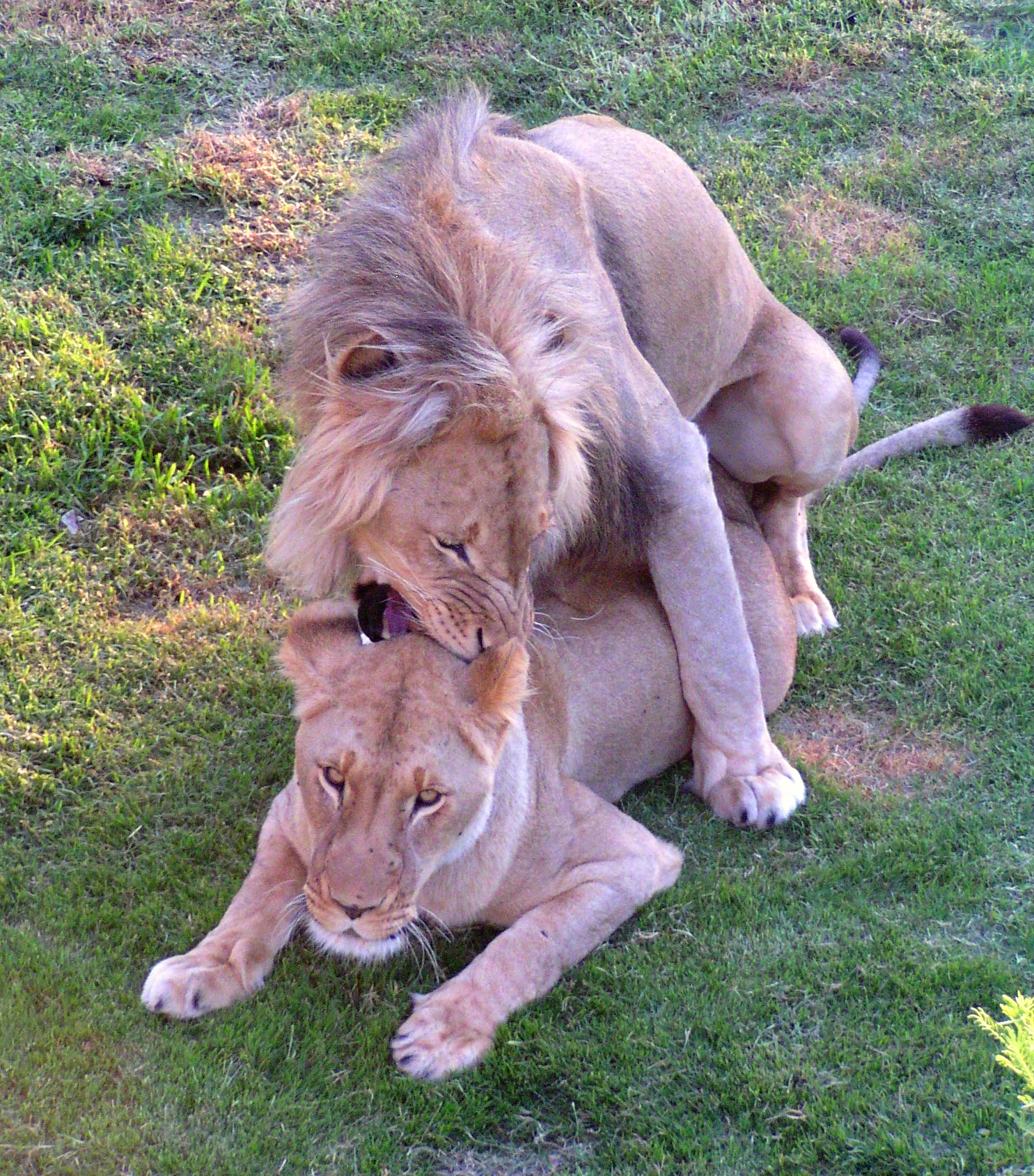
Atto riproduttivo tra un leone e una leonessa.

La maggioranza dei mammiferi praticano la poliginia o la promiscuità, ossia rispettivamente la costruzione di un harem da parte di un maschio oppure l'accoppiamento di ciascun esemplare col maggior numero possibile di animali del sesso opposto: questo perché la femmina, una volta fecondata, necessita di un certo periodo per la gestazione e l'allattamento dei cuccioli, periodo durante il quale il maschio tenta invece di lasciare quanta più progenie possibile.
Conseguenza della poliginia sono le lotte fra maschi per il diritto all'accoppiamento, che nel tempo hanno dato origine a una serie di cerimoniali legati alla competizione e alla comparsa di caratteristiche anatomiche legate all'evento riproduttivo. In queste specie, è solitamente presente un dimorfismo sessuale spesso molto accentuato, coi maschi più grandi e forti delle femmine e spesso dotati di strutture accessorie a carattere sessuale, come la criniera del leone o le corna di molti artiodattili.
Solo il 3% di tutte le specie di mammiferi presenta abitudini Monogame: in questi casi, il maschio e la femmina (che non di rado rimangono insieme anche al di fuori del periodo riproduttivo) sono soliti partecipare assieme alla cura dei cuccioli.
Alcune specie alternano i due comportamenti a seconda delle risorse a disposizione: quando il cibo è scarso viene praticata la monogamia, in modo tale da assicurare la sopravvivenza alla prole, seppure poca in termini numerici, mentre nei periodi di abbondanza viene praticata la promiscuità o la poliginia, sì da mettere al mondo quanta più prole possibile.
Rarissima è invece la poliandria, riscontrabile solo in alcune specie di callitricidi: in questi casi, è il maschio a occuparsi della prole. Altri mammiferi nei quali è il maschio a occuparsi dei cuccioli, delegando alla femmina solo l'allattamento, sono le scimmie platirrine dell'America centro-meridionale.
Un caso particolare è rappresentato dall'eterocefalo glabro, un roditore africano che presenta abitudini sociali simili a quelle di api e formiche: questi animali vivono infatti in grandi colonie sotterranee, costituite da una femmina "regina" attorniata da alcuni maschi "fuchi", i quali sono gli unici a potersi accoppiare con la regina, mentre i rimanenti animali sono sterili e preposti allo svolgimento delle attività necessarie al mantenimento della colonia.

### Modalità riproduttive
Nei monotremi è presente una cloaca nella quale convergono le due vie dell'apparato escretore (renale e intestinale), oltre che il canale riproduttivo. Il pene del maschio è unicamente proposto all'emissione dello sperma e presenta una biforcazione verso la punta.
Questi animali sono gli unici mammiferi a non presentare viviparità ma oviparità: la femmina emette infatti da uno a tre uova di circa un centimetro e mezzo di diametro, simili a quelle dei rettili, dotate di grande tuorlo. Le uova vengono covate dalla femmina per una decina di giorni, finché non si schiudono e ne fuoriescono i piccoli, che sono paragonabili ai marsupiali neonati in termini di sottosviluppo.

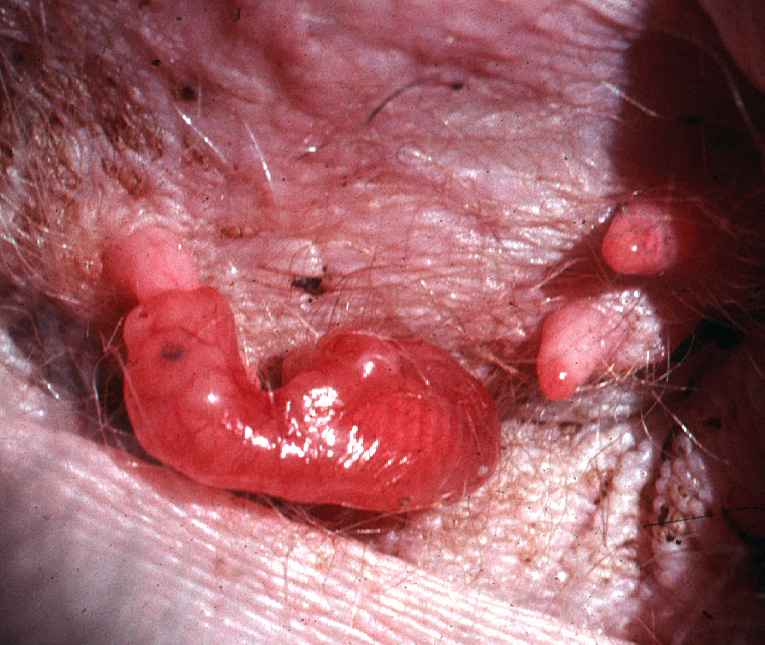
Neonato di canguro nel marsupio.

Nei marsupiali le femmine presentano sistema riproduttivo raddoppiato con due vagine e due uteri, mentre i maschi hanno un pene biforcato nella sua parte distale. La gestazione di questi animali dura al massimo un mese anche nelle specie di maggiori dimensioni, mentre in altre specie anche di meno: il record spetta alla specie Sminthopsis macroura, con soli 10-11 giorni di gestazione. La placenta è quasi sempre assente, fatta eccezione per alcune specie (come il koala e i bandicoot) dove si riscontra una sorta di placenta primitiva.
I nuovi nati sono assai piccoli e sottosviluppati, pesando circa l'1% rispetto alla madre: solo le zampe anteriori sono ben sviluppate, in quanto il piccolo le utilizza per farsi strada lungo il ventre della madre, fino a raggiungerne il marsupio e attaccarsi a uno dei capezzoli che ivi si trovano. Il marsupio può essere permanente, ma in alcune specie esso si forma solo durante il periodo dell'allevamento dei piccoli: altre specie, infine, non presentano affatto marsupio, quanto piuttosto delle pliche cutanee. Una volta raggiunto il capezzolo, il piccolo vi si aggrappa saldamente per le prime settimane di vita: lo svezzamento dei marsupiali è più tardivo rispetto a quello dei placentati.
I placentati presentano trofoblasto, che funge da barriera immunologica e consente una lunga permanenza dell'embrione nell'utero materno, la qual cosa risulta impossibile nei marsupiali, i quali sono costretti a partorire prima che le proprie difese immunitarie divengano pienamente efficienti contro l'embrione. La gestazione varia a seconda della specie, ad esempio roditori e carnivori hanno gravidanze veloci e cucciolate abbastanza numerose, mentre animali come i cetartiodattili hanno gravidanze assai lunghe e danno alla luce uno o due cuccioli alla volta. I record di durata spettano ad alcune specie di criceto, la cui femmina ha gestazione di soli 15 giorni, e all'elefante africano, che ha una gestazione lunga due anni. Il maggiore numero di cuccioli (fino a trentadue) spetta al tenrec.

## I mammiferi e l'uomo

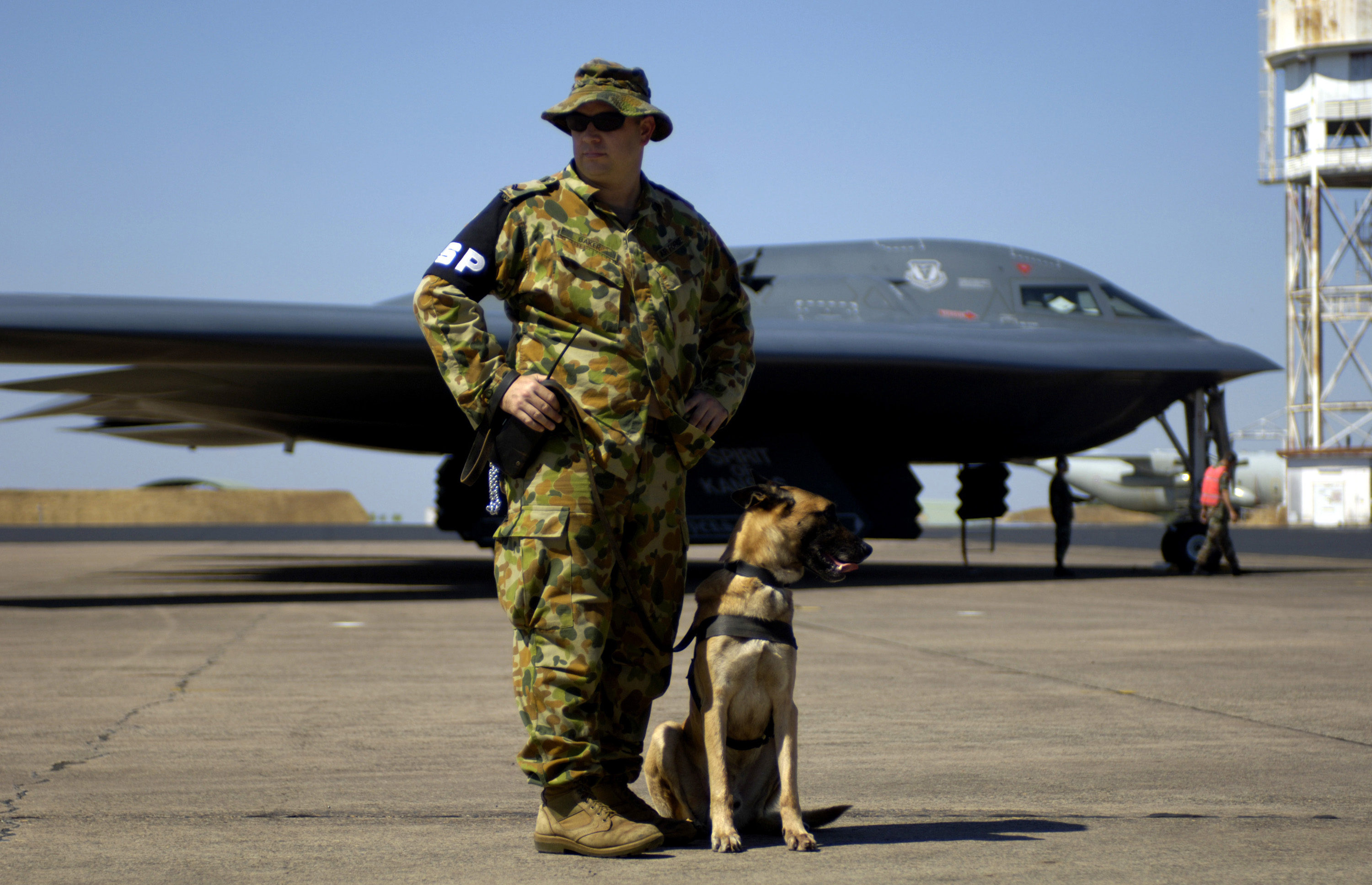
Un cane addestrato dalle Forze Armate.

I mammiferi sono stati fondamentali per la storia dell'uomo, mammifero anch'esso: gli uomini primitivi si nutrivano della carne di altri mammiferi e ne utilizzavano le pellicce per difendersi dal freddo, inoltre utilizzavano le loro ossa per farne utensili. In seguito, molti mammiferi vennero addomesticati per utilizzarli come animali da soma o come fonte di carne e latte: altri invece venivano cacciati per ricavarne carne, ossa o zanne, da utilizzare come trofeo o per farne manufatti, o ancora per le presunte proprietà mediche (come il corno del rinoceronte) o per i significati religiosi o scaramantici che alcune parti del corpo potevano avere. Al giorno d'oggi, l'uso di animali da soma è stato quasi ovunque soppiantato dall'utilizzo di macchine, mentre permane l'allevamento di animali a scopo alimentare o come animali da compagnia o da laboratorio.
Allo stesso modo, anche l'uomo ha molto influenzato l'andamento delle popolazioni di mammiferi: in seguito all'espansione umana molte specie opportunistiche hanno esteso il loro areale muovendosi assieme alle navi o venendo introdotte più o meno di proposito in nuove terre, mentre altre sono state decimate dalla caccia o dalla distruzione dell'habitat o sono addirittura andate incontro all'estinzione. Tutta una serie di mammiferi, infine, è stata modificata dall'uomo perché meglio rispondesse alle sue esigenze, fossero esse di carne, latte, lana o lavoro.

### I mammiferi nella cultura
In tempi antichi gli animali più forti, grandi o pericolosi sono stati venerati come spiriti totemici e in seguito come stemmi di alcune città o simboli di clan, mentre altri vennero bollati come esseri demoniaci a causa delle loro abitudini notturne o del relativamente alieno aspetto: è il caso del gatto e dei pipistrelli. In fiabe e leggende di tutto il mondo abbondano le immagini stereotipate degli animali, come la volpe furba, il mulo testardo o il maiale ingordo.

### Mammiferi domestici

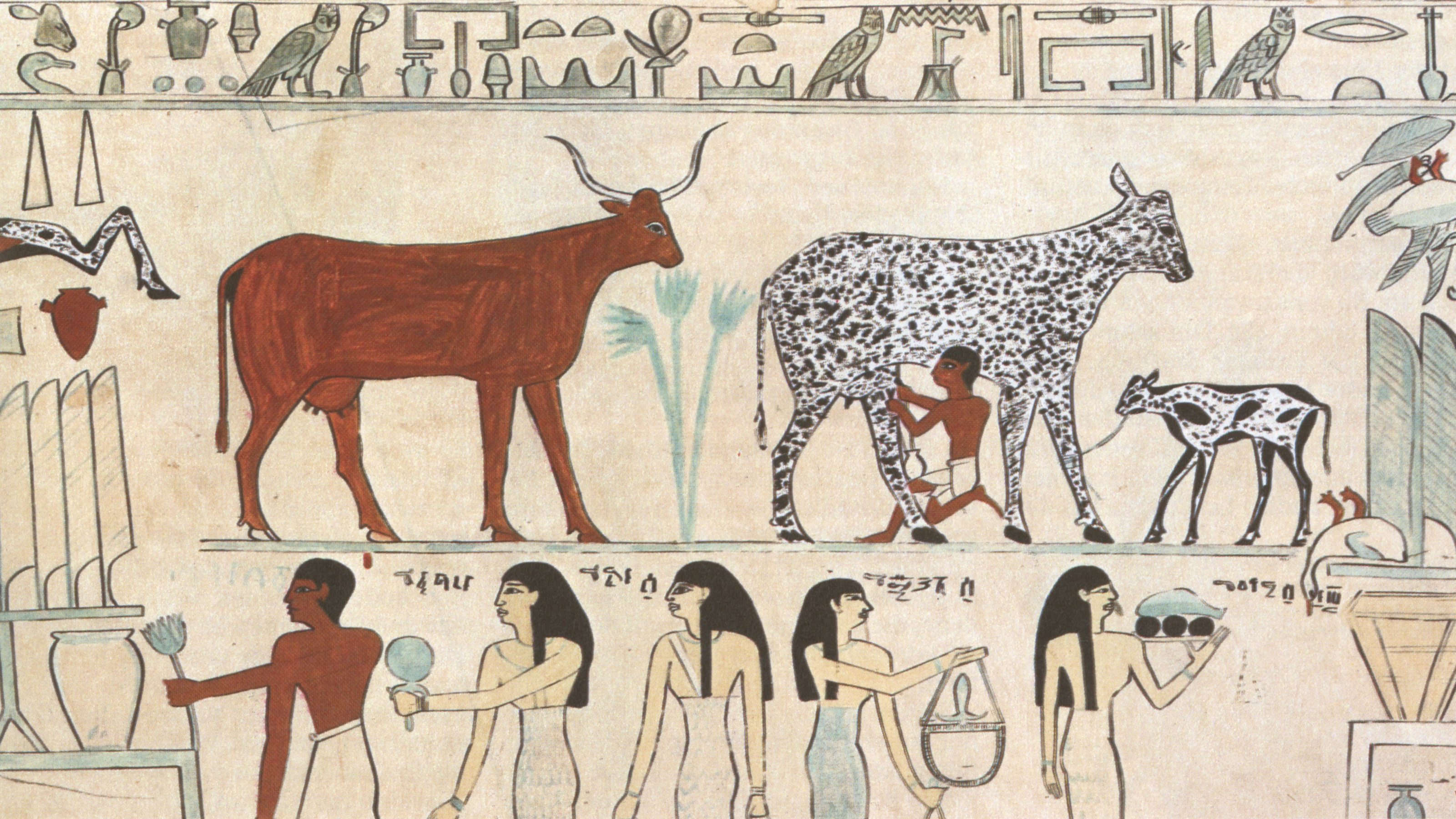
Allevamento di bestiame (bovini) in una pittura dell'Antico Egitto.

Uno dei motivi principali della domesticazione di molte specie di mammiferi è stata la necessità di avere sempre sottomano una riserva di carne fresca, ricca di proteine e grassi, anche quando la selvaggina scarseggiava. I principali animali allevati per la carne sono bovini e suini, in misura assai minore anche conigli, ovini, caprini ed equini.
Anche la pelle e il pelo dei mammiferi tornavano utili all'uomo, che li utilizzava per coprirsi e difendersi dal freddo: animali allevati per la propria lana sono la pecora e l'alpaca, mentre i bovini vengono allevati anche per ricavarne cuoio dalla conciatura della pelle. Altri animali allevati per l'industria conciaria sono cincillà, visoni, zibellini e nutrie.
Dei mammiferi si può utilizzare anche il latte, che nelle altre specie è più ricco di nutrimento rispetto a quello umano, del quale può rappresentare un valido sostituto: i principali animali da latte sono i bovini, con oltre l'85% del totale mondiale, ma viene utilizzato anche il latte di pecora e capra, d'asina o di renna.
Alcuni mammiferi, tuttavia, non sono stati addomesticati per la loro carne, ma per la loro forza od agilità, che consentivano all'uomo di utilizzarli sia come cavalcatura per compiere lunghe distanze, che come animali da soma per compiere lavori troppo faticosi in poco tempo: è il caso di cavalli, asini, cammelli, dromedari, bufali indiani, elefanti asiatici e lama. Attualmente, l'utilizzo di animali da soma è limitato alle regioni più impervie o sottosviluppate, mentre nei Paesi industrializzati essi sono stati largamente sostituiti dalle macchine e sussistono in allevamenti amatoriali od in impieghi puramente rappresentativi (ad esempio le guardie a cavallo).

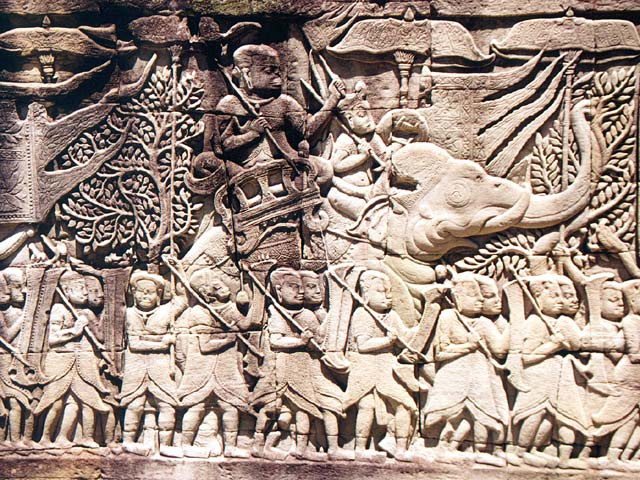
Raffigurazione di un elefante da guerra nel tempio di Angkor (Cambogia).

Per gli stessi motivi, alcuni di questi animali sono stati utilizzati anche come animali da guerra: fino al tardo XIX secolo, l'utilizzo di cavalli nelle operazioni veloci di attacco spesso risultava decisivo nell'esito della battaglia, mentre nell'antichità alcuni popoli (come i persiani e i Cartaginesi) erano soliti schierare fra le proprie file alcuni elefanti da guerra. In tempi recenti, cavalli ed elefanti vennero anch'essi soppiantati dalle macchine da guerra, ma l'utilizzo di animali continuò (ad esempio i muli degli Alpini durante le due Guerre Mondiali, dei cani anticarro sovietici durante la Seconda guerra mondiale, o ancora dei delfini addestrati come cacciamine dall'esercito statunitense)
Altri mammiferi, non forti né apprezzabili dal punto di vista alimentare, vennero invece scelti per le loro potenzialità come aiutanti nella caccia o nella disinfestazione degli accampamenti: è il caso del cane e del gatto, che tuttavia attualmente vengono tenuti perlopiù come animali da compagnia, anche se alcune razze di cane (come i segugi) continuano a venire selezionate appositamente per la caccia. I cani sono anche stati utilizzati, assieme ai maiali, come animali da tartufo, grazie al loro finissimo olfatto, od anche come aiutanti per i non vedenti.
Il processo di domesticazione dei mammiferi è cominciato fra i 15 000 ed i 10 000 anni fa, anche se recenti studi genetici effettuati sul cane domestico hanno retrodatato tale valore addirittura a 100 000 anni fa. Gli eventi di addomesticamento sono stati frutto di iniziative parallele prese in periodi diversi ed in luoghi diversi. Gli animali addomesticati più di recente sono stati il lama, il cavallo ed il coniglio, circa 5 000 anni fa.

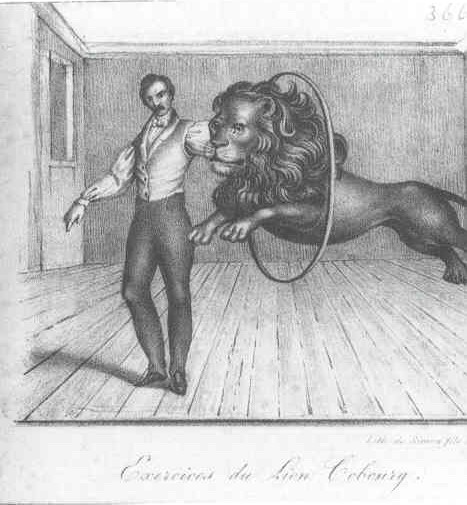
Rappresentazione di un'esibizione di un leone in un circo.

L'uomo ha inoltre tenuto in cattività i mammiferi anche per altri motivi:
- Per divertimento personale, ad esempio utilizzandoli in circhi, corse o competizioni come il rodeo. Poiché spesso gli animali vengono tenuti in condizioni non adatte a loro e l'addestramento è spesso collegato a maltrattamenti e sevizie sull'animale stesso, tali pratiche sono attualmente piuttosto malviste dall'opinione pubblica.
- Nei laboratori di ricerca, la presenza di mammiferi sui quali testare i prodotti o fare esperimenti è costante: i principali animali utilizzati per la ricerca sono le cavie (da cui il termine "cavia da laboratorio"), ratti e conigli, ma per la loro affinità con l'uomo spesso vengono utilizzati anche primati, in particolare il reso e il saimiri.

### Specie dannose e pericolose
L'espansione dell'attività umana ha fatto sì che si venissero a creare delle zone agricole e dei depositi di cibo, che possono di tanto in tanto essere presi di mira da animali selvatici o comunque che vivono a stretto contatto con l'uomo. Fra le specie più dannose sotto questo punto di vista sono i ratti, sia quello nero che soprattutto quello bruno, mentre nelle aree in cui sono presenti mandrie di bestiame i grossi mammiferi carnivori presenti vengono sempre visti come dannosi e perciò eliminati, con esche avvelenate o con la caccia.
In alcuni casi, gli animali divengono direttamente pericolosi per l'uomo: mentre in tempi remoti non era raro che qualche uomo primitivo venisse divorato dai grandi predatori, attualmente è assai arduo che un carnivoro aggredisca un uomo allo scopo di cibarsene. I mammiferi più temuti per i loro presunti gusti antropofagi sono i grandi felini, come le tigri, i leoni e i leopardi, ai quali tuttavia spettano solo meno di una decina di uccisioni l'anno, assai meno delle migliaia di morti a causa di incidenti con altri animali domestici, come muli, tori ecc. Altri grandi predatori molto temuti sono stati (e sono tuttora) gli orsi (in particolare l'orso bruno) e i lupi, sebbene questi ultimi evitano la vicinanza dell'uomo e mietano pochissime vittime umane all'anno.
Molto più pericolosi sono i mammiferi portatori di malattie: ogni anno più di 50 000 uomini muoiono a causa della Rabbia (trasmessa da cani, gatti, pipistrelli e altri animali infetti), mentre nel XIV secolo l'epidemia di peste nera trasmessa dai ratti falciò milioni di persone.